# Semmeringbahn

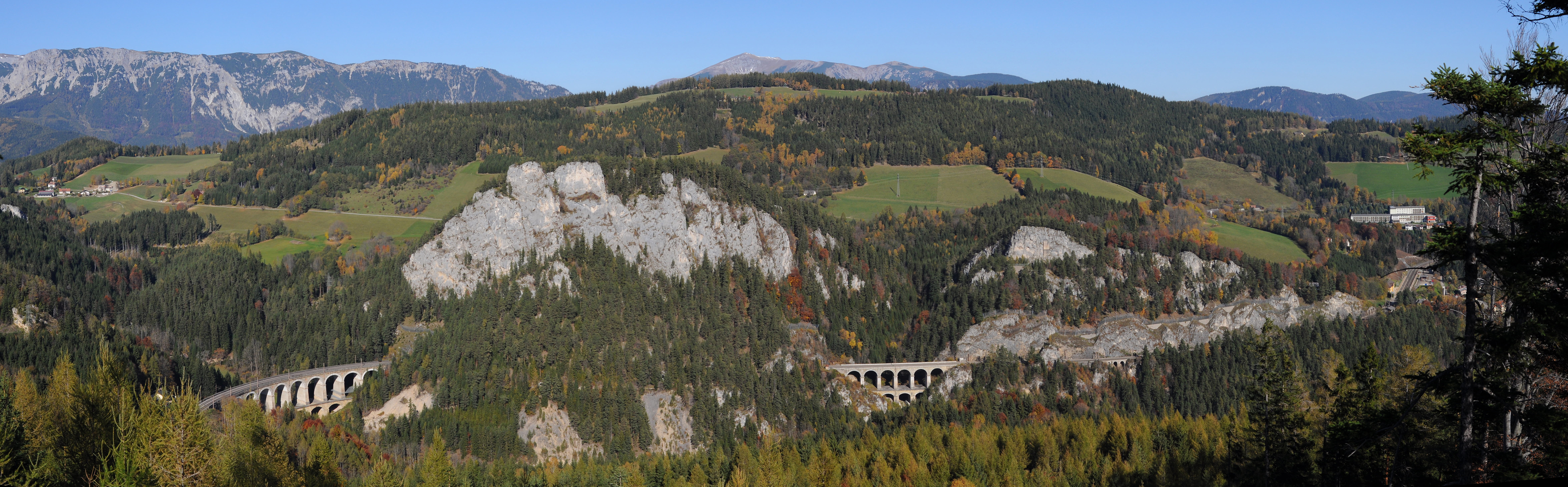
Panorama der Semmeringbahn in Breitenstein, im Hintergrund die Rax-Schneeberg-Gruppe

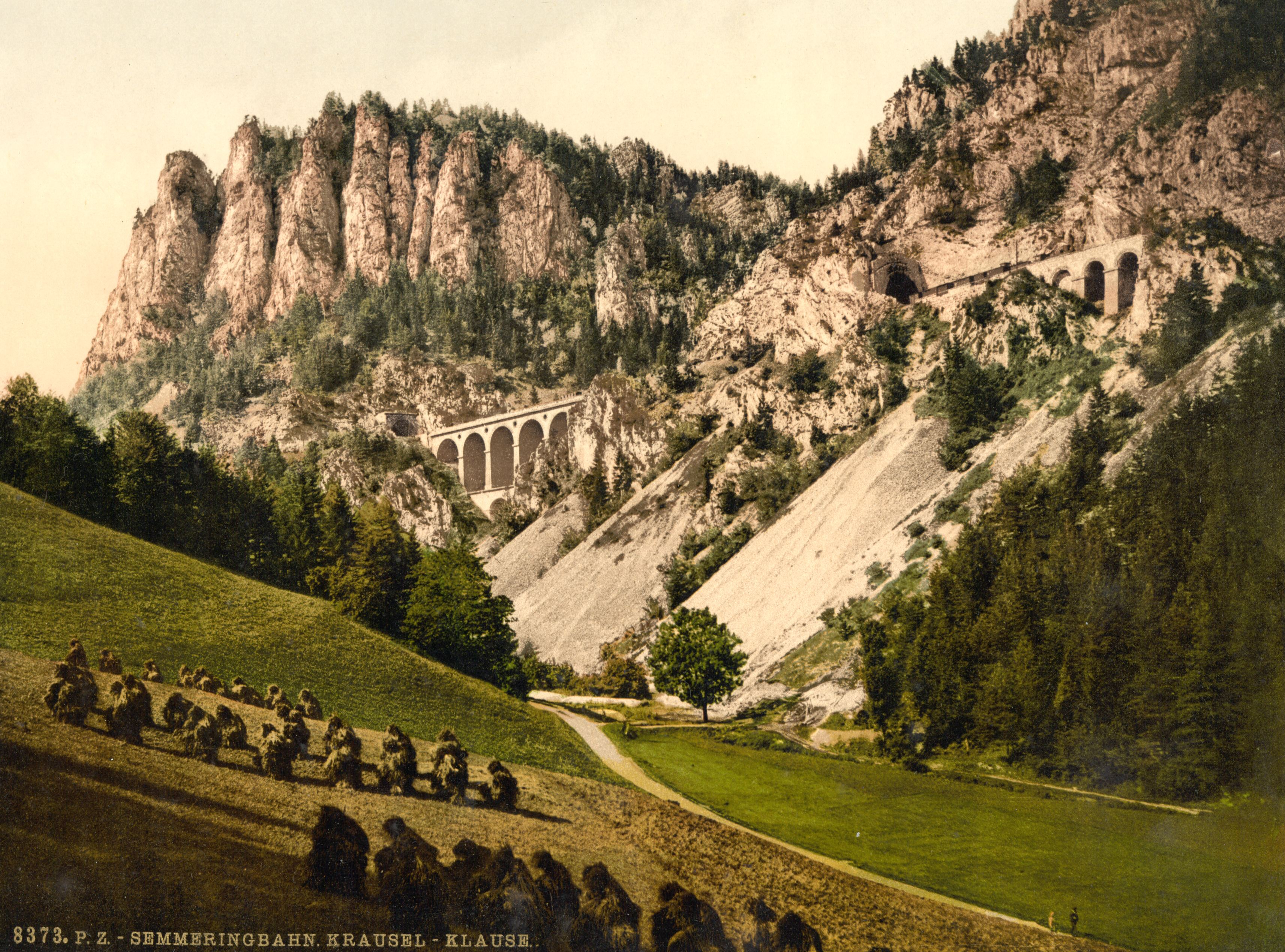
Viadukte an der Krauselklause, um 1900

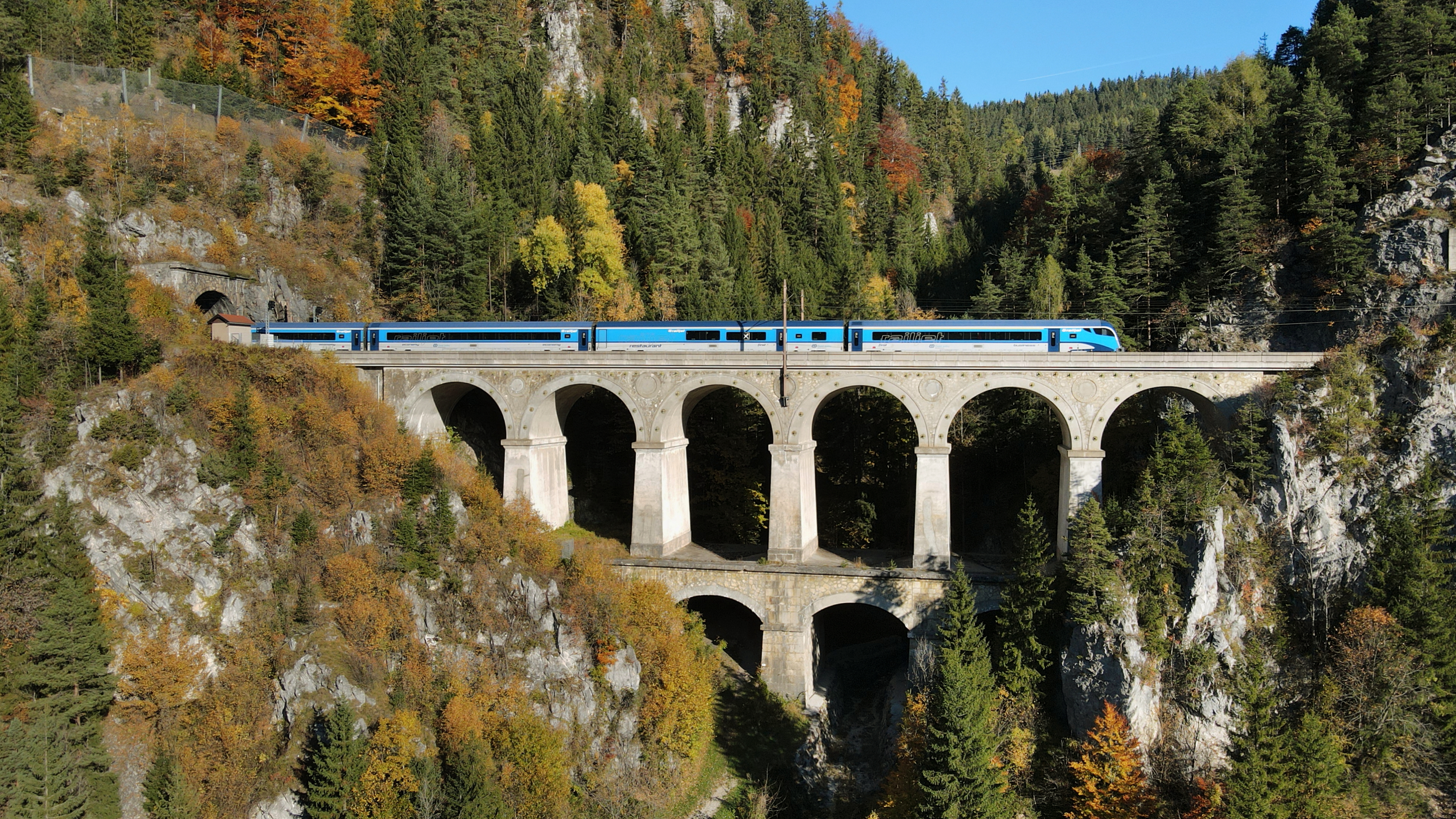
Viadukt an der Krauselklause, 2021

Die Semmeringbahn ist eine Eisenbahnstrecke in Österreich und Teilstrecke der Südbahn. Sie verläuft von Gloggnitz in Niederösterreich über den Semmering nach Mürzzuschlag in der Steiermark. Sie ist die erste normalspurige Gebirgsbahn Europas, wurde von Carl von Ghega geplant und 1854 eröffnet. Strecke und Lokomotivbau der Semmeringbahn gelten als Meilensteine der Eisenbahngeschichte. Seit 1998 gehört sie zum UNESCO-Weltkulturerbe.

## Streckenführung und technische Eckdaten
Die Semmeringbahn hat eine Streckenlänge von 42 km, wobei die Entfernung der beiden Endpunkte in der Luftlinie nur 21 km beträgt. Sie überwindet von Gloggnitz bis zum Scheitelpunkt eine Höhendifferenz von 459 m und von Mürzzuschlag 217 m. Der Scheitelpunkt liegt auf 898 m ü. A. Der Streckenverlauf wird von 14 Tunneln (darunter mit 1.434 m der alte und mit 1.512 m der neue Semmeringtunnel), 16 Viadukten (mehrere davon zweistöckig) und über 100 gewölbten steinernen Brücken und Durchlässen geprägt. Auf fast 60 % der Gesamtlänge beträgt die Steigung mindestens 20 ‰, mit Höchstwerten von 28 ‰. Die Strecke verläuft nur zur Hälfte gerade (22,4 km), zur anderen Hälfte (20,4 km) in Bögen, wobei 16 % der Strecke den engsten Bogenradius von 190 m aufweisen. Der größte Teil der Strecke führt an Berghängen entlang, Seitentäler werden mit Viadukten überbrückt.
Zunächst folgt die Trasse von Gloggnitz bis Payerbach dem Schwarzatal am linken Talrand, nach dem Schwarzaviadukt wechselt die Bahn auf die rechte Talseite und tritt schließlich hoch über Gloggnitz am Eichberg in den Talzug östlich von Schottwien ein. Weiter geht es hoch über dem Adlitzgraben bis zur Kalten Rinne, von wo aus die Querung mehrerer tief eingeschnittener Seitengräben samt Durchtunnelung korrespondierender Bergrücken zum Bahnhof Semmering führt. Nach dem Scheiteltunnel folgt die Strecke dem Fröschnitzbachtal bis Mürzzuschlag.

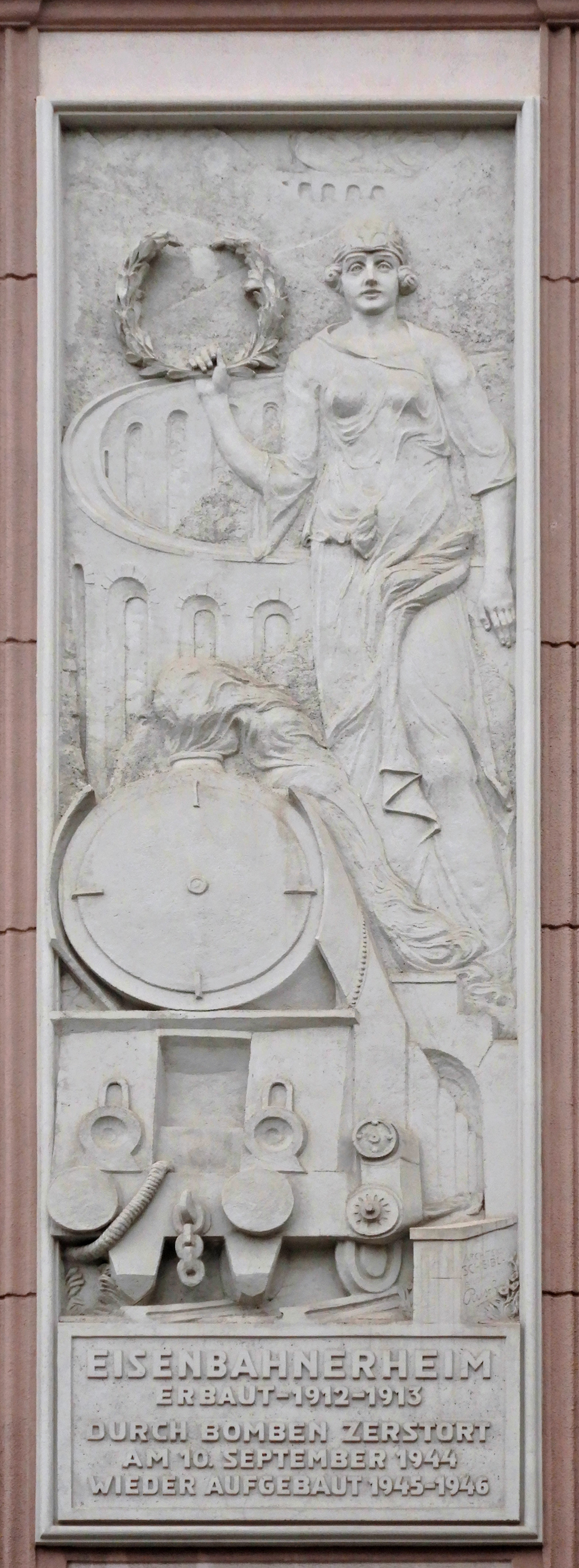
Allegorische Darstellung der Semmeringbahn am Eisenbahnerheim in Wien

| \| \| \| Südbahn von Wien \| \| \| \| 74,902 \| Gloggnitz \| 439 m ü. A. \| \| \| 77,694 \| Schlöglmühl \| 458 m ü. A. \| \| \| 81,961 \| Payerbach-Reichenau \| 493 m ü. A. \| \| \| \| Schwarzatal-Viadukt (L: 228 m; H: 25 m) \| \| \| \| \| Payerbachgraben-Viadukt (L: 61 m; H: 15 m) \| \| \| \| 84,798 \| Küb \| 543 m ü. A. \| \| \| \| Kübgraben-Viadukt (L: 42 m; H: 17 m) \| \| \| \| 85,773 \| Pettenbachtunnel (185,25 m) \| Pettenbachtunnel (185,25 m) \| \| \| \| Höllgraben-Viadukt (L: 82 m; H: 28 m) \| \| \| \| 86,663 \| Steinbauer-Tunnel (87,66 m) \| Steinbauer-Tunnel (87,66 m) \| \| \| \| Abfaltersbachgraben-Viadukt (L: 93 m; H: 30 m) \| \| \| \| 88,222 \| Eichberg \| 609 m ü. A. \| \| \| 89,185 \| Eichberg-Tunnel (88,80 m) \| Eichberg-Tunnel (88,80 m) \| \| \| 89,400 \| Geyregger-Tunnel (80,95 m) \| Geyregger-Tunnel (80,95 m) \| \| \| 91,027 \| Rumpler-Tunnel (52, 36 m) \| Rumpler-Tunnel (52, 36 m) \| \| \| 92,284 \| Klamm-Schottwien \| 699 m ü. A. \| \| \| 92,400 \| Üst Eichberg 3 \| Üst Eichberg 3 \| \| \| 92,779 \| Klamm-Tunnel (190,83 m) \| Klamm-Tunnel (190,83 m) \| \| \| \| Wagnergraben-Viadukt (L: 142 m; H: 39 m) \| \| \| \| \| Gamperlgraben-Viadukt (L: 111 m; H: 37 m) \| \| \| \| 94,499 \| Gamperl-Tunnel (78,2 m) \| Gamperl-Tunnel (78,2 m) \| \| \| \| Rumplergraben-Viadukt (L: 41 m; H: 19 m) \| \| \| \| 95,906 \| Weinzettelwand-Tunnel (drei Tunnel, zwei Galerien) (688 m) \| Weinzettelwand-Tunnel (drei Tunnel, zwei Galerien) (688 m) \| \| \| 96,696 \| Weinzettelfeld-Tunnel (238,96 m) \| Weinzettelfeld-Tunnel (238,96 m) \| \| \| 97,574 \| Breitenstein \| 791 m ü. A. \| \| \| 98,125 \| Kleiner Krausel-Tunnel (13,82 m) \| Kleiner Krausel-Tunnel (13,82 m) \| \| \| \| Krausel-Klause-Viadukt (L: 87 m; H: 36 m) \| \| \| \| 98,332 \| Polleros-Tunnel (337 m) \| Polleros-Tunnel (337 m) \| \| \| \| Kalte-Rinne-Viadukt (L: 184 m; H: 46 m) \| \| \| \| \| Adlitzgraben-Viadukt (L: 151 m; H: 24 m) \| \| \| \| 100,715 \| Weberkogel-Tunnel (406,91 m) \| Weberkogel-Tunnel (406,91 m) \| \| \| 101,577 \| Wolfsberg-Tunnel (439,53 m) \| Wolfsberg-Tunnel (439,53 m) \| \| \| 102,098 \| Wolfsbergkogel \| 883 m ü. A. \| \| \| \| Kartnerkogel-Viadukt (L: 44 m; H: 16 m) \| \| \| \| 102,391 \| Kartnerkogel-Tunnel (201,16 m) \| Kartnerkogel-Tunnel (201,16 m) \| \| \| 103,412 \| Semmering \| 896 m ü. A. \| \| \| \| \| \| \| \| \| Alter und Neuer Semmeringtunnel (1434 bzw. 1512 m) \| \| \| \| \| Scheitelpunkt \| 898 m ü. A. \| \| \| \| \| \| \| \| \| \| \| \| \| \| Steinhaus-Viadukt (L: 71 m; H: 17 m) \| \| \| \| 107,685 \| Steinhaus \| 838 m ü. A. \| \| \| \| Holzergraben-Viadukt (L: 82 m; H: 13 m) \| \| \| \| \| Viadukt bei Jauern (L: 30 m; H: 11 m) \| \| \| \| 110,486 \| Spital am Semmering \| 789 m ü. A. \| \| \| \| Fröschnitzbach-Viadukt (L: 25 m; H: 11 m) \| \| \| \| 116,727 \| Mürzzuschlag \| 681 m ü. A. \| \| \| \| Südbahn nach Graz–Spielfeld-Straß bzw. Klagenfurt \| \| |         |                                                            |                                                            |
| Strecke |         | Südbahn von Wien                                           | Südbahn von Wien                                           |
| Bahnhof | 74,902  | Gloggnitz                                                  | 439 m ü. A.                                                |
| Haltepunkt / Haltestelle | 77,694  | Schlöglmühl                                                | 458 m ü. A.                                                |
| Bahnhof | 81,961  | Payerbach-Reichenau                                        | 493 m ü. A.                                                |
| Brücke |         | Schwarzatal-Viadukt (L: 228 m; H: 25 m)                    | Schwarzatal-Viadukt (L: 228 m; H: 25 m)                    |
| Brücke |         | Payerbachgraben-Viadukt (L: 61 m; H: 15 m)                 | Payerbachgraben-Viadukt (L: 61 m; H: 15 m)                 |
| Haltepunkt / Haltestelle | 84,798  | Küb                                                        | 543 m ü. A.                                                |
| Brücke |         | Kübgraben-Viadukt (L: 42 m; H: 17 m)                       | Kübgraben-Viadukt (L: 42 m; H: 17 m)                       |
| Tunnel | 85,773  | Pettenbachtunnel (185,25 m)                                | Pettenbachtunnel (185,25 m)                                |
| Brücke |         | Höllgraben-Viadukt (L: 82 m; H: 28 m)                      | Höllgraben-Viadukt (L: 82 m; H: 28 m)                      |
| Tunnel | 86,663  | Steinbauer-Tunnel (87,66 m)                                | Steinbauer-Tunnel (87,66 m)                                |
| Brücke |         | Abfaltersbachgraben-Viadukt (L: 93 m; H: 30 m)             | Abfaltersbachgraben-Viadukt (L: 93 m; H: 30 m)             |
| Bahnhof | 88,222  | Eichberg                                                   | 609 m ü. A.                                                |
| Tunnel | 89,185  | Eichberg-Tunnel (88,80 m)                                  | Eichberg-Tunnel (88,80 m)                                  |
| Tunnel | 89,400  | Geyregger-Tunnel (80,95 m)                                 | Geyregger-Tunnel (80,95 m)                                 |
| Tunnel | 91,027  | Rumpler-Tunnel (52, 36 m)                                  | Rumpler-Tunnel (52, 36 m)                                  |
| Haltepunkt / Haltestelle | 92,284  | Klamm-Schottwien                                           | 699 m ü. A.                                                |
| Überleitstelle / Spurwechsel | 92,400  | Üst Eichberg 3                                             | Üst Eichberg 3                                             |
| Tunnel | 92,779  | Klamm-Tunnel (190,83 m)                                    | Klamm-Tunnel (190,83 m)                                    |
| Brücke |         | Wagnergraben-Viadukt (L: 142 m; H: 39 m)                   | Wagnergraben-Viadukt (L: 142 m; H: 39 m)                   |
| Brücke |         | Gamperlgraben-Viadukt (L: 111 m; H: 37 m)                  | Gamperlgraben-Viadukt (L: 111 m; H: 37 m)                  |
| Tunnel | 94,499  | Gamperl-Tunnel (78,2 m)                                    | Gamperl-Tunnel (78,2 m)                                    |
| Brücke |         | Rumplergraben-Viadukt (L: 41 m; H: 19 m)                   | Rumplergraben-Viadukt (L: 41 m; H: 19 m)                   |
| Tunnel | 95,906  | Weinzettelwand-Tunnel (drei Tunnel, zwei Galerien) (688 m) | Weinzettelwand-Tunnel (drei Tunnel, zwei Galerien) (688 m) |
| Tunnel | 96,696  | Weinzettelfeld-Tunnel (238,96 m)                           | Weinzettelfeld-Tunnel (238,96 m)                           |
| Bahnhof | 97,574  | Breitenstein                                               | 791 m ü. A.                                                |
| Tunnel | 98,125  | Kleiner Krausel-Tunnel (13,82 m)                           | Kleiner Krausel-Tunnel (13,82 m)                           |
| Brücke |         | Krausel-Klause-Viadukt (L: 87 m; H: 36 m)                  | Krausel-Klause-Viadukt (L: 87 m; H: 36 m)                  |
| Tunnel | 98,332  | Polleros-Tunnel (337 m)                                    | Polleros-Tunnel (337 m)                                    |
| Brücke |         | Kalte-Rinne-Viadukt (L: 184 m; H: 46 m)                    | Kalte-Rinne-Viadukt (L: 184 m; H: 46 m)                    |
| Brücke |         | Adlitzgraben-Viadukt (L: 151 m; H: 24 m)                   | Adlitzgraben-Viadukt (L: 151 m; H: 24 m)                   |
| Tunnel | 100,715 | Weberkogel-Tunnel (406,91 m)                               | Weberkogel-Tunnel (406,91 m)                               |
| Tunnel | 101,577 | Wolfsberg-Tunnel (439,53 m)                                | Wolfsberg-Tunnel (439,53 m)                                |
| Haltepunkt / Haltestelle | 102,098 | Wolfsbergkogel                                             | 883 m ü. A.                                                |
| Brücke |         | Kartnerkogel-Viadukt (L: 44 m; H: 16 m)                    | Kartnerkogel-Viadukt (L: 44 m; H: 16 m)                    |
| Tunnel | 102,391 | Kartnerkogel-Tunnel (201,16 m)                             | Kartnerkogel-Tunnel (201,16 m)                             |
| Bahnhof | 103,412 | Semmering                                                  | 896 m ü. A.                                                |
| Verschwenkung von links · Verschwenkung von rechts |         |                                                            |                                                            |
| Tunnelanfang · Tunnelanfang |         | Alter und Neuer Semmeringtunnel (1434 bzw. 1512 m)         | Alter und Neuer Semmeringtunnel (1434 bzw. 1512 m)         |
| Kulminations-/Scheitelpunkt (im Tunnel) · Strecke (im Tunnel) |         | Scheitelpunkt                                              | 898 m ü. A.                                                |
| Tunnelende · Tunnelende |         |                                                            |                                                            |
| Verschwenkung nach links · Verschwenkung nach rechts |         |                                                            |                                                            |
| Brücke |         | Steinhaus-Viadukt (L: 71 m; H: 17 m)                       | Steinhaus-Viadukt (L: 71 m; H: 17 m)                       |
| Haltepunkt / Haltestelle | 107,685 | Steinhaus                                                  | 838 m ü. A.                                                |
| Brücke |         | Holzergraben-Viadukt (L: 82 m; H: 13 m)                    | Holzergraben-Viadukt (L: 82 m; H: 13 m)                    |
| Brücke |         | Viadukt bei Jauern (L: 30 m; H: 11 m)                      | Viadukt bei Jauern (L: 30 m; H: 11 m)                      |
| Bahnhof | 110,486 | Spital am Semmering                                        | 789 m ü. A.                                                |
| Brücke |         | Fröschnitzbach-Viadukt (L: 25 m; H: 11 m)                  | Fröschnitzbach-Viadukt (L: 25 m; H: 11 m)                  |
| Bahnhof | 116,727 | Mürzzuschlag                                               | 681 m ü. A.                                                |
| Strecke |         | Südbahn nach Graz–Spielfeld-Straß bzw. Klagenfurt          | Südbahn nach Graz–Spielfeld-Straß bzw. Klagenfurt          |

## Geschichte

### Vorgeschichte

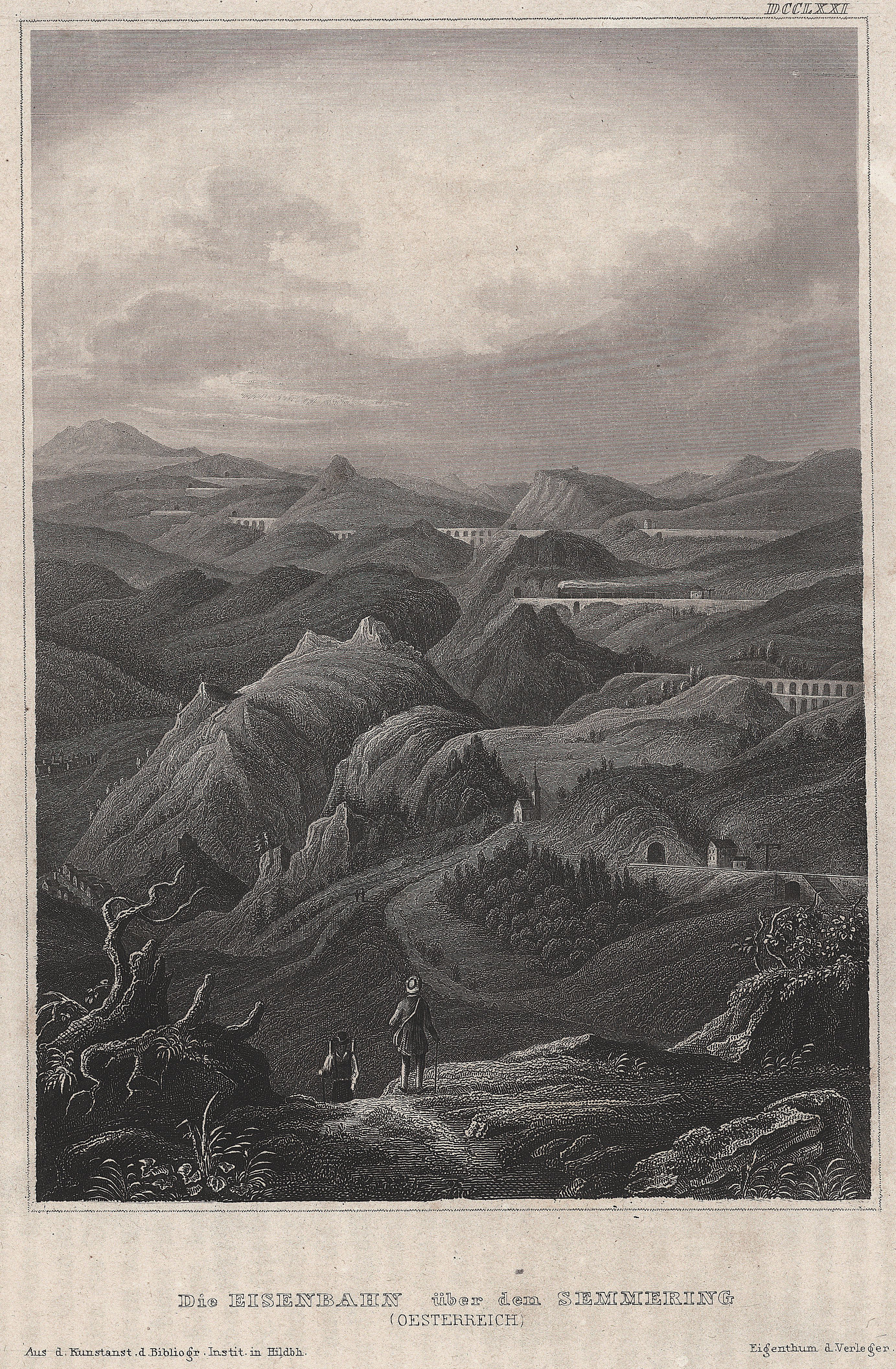
Panorama der Bahn auf einem Stahlstich von 1854

Bis ins zwölfte Jahrhundert war der Pass über den Semmering recht bedeutungslos, da die Kaufleute das unwegsame Gebiet mieden und den Bergen weiter östlich auswichen. Erst danach entstand ein Pfad. 1728 ließ Kaiser Karl VI. eine steile Straße mit Steigungen bis zu 17 % errichten.
Da diese Straße den Verkehrsbedürfnissen des 19. Jahrhunderts nicht mehr entsprach, wollte bereits Erzherzog Johann eine Eisenbahn von Wien nach Triest nicht über Ungarn, sondern über den Semmering und damit durch die Steiermark, in der seine wirtschaftlichen Interessen lagen, bauen. Dazu bat er als Chef der Genietruppe seinen Bruder, Kaiser Franz I., seine besten Ingenieur-Offiziere zur Nivellierung der Strecke einsetzen zu dürfen. Mit der durch die steiermärkischen Stände schnell erfüllten Vorbedingung, den Militäretat finanziell nicht zu belasten, genehmigte der Kaiser die Arbeiten. Erzherzog Johann beauftragte Oberst Felix von Stregen mit der Leitung einer Offiziersgruppe, die die Nivellierung vornahm. Im Gegensatz zu Stregen, der im Vertrauen auf die sich weiterentwickelnde Lokomotivtechnik die Überwindung des Passes per Adhäsionsbahn für machbar einschätzte, hielt dies sein Untergebener Ingenieur-Hauptmann Carl Lobinger für technisch unmöglich. Auf niederösterreichischer Seite bestand bereits die Strecke bis Gloggnitz (1842), auf steirischer Seite eine bis Mürzzuschlag (1844). Die Endpunkte der beiden Strecken waren durch eine 1841 gebaute Straße verbunden, auf der alle Güter mit Pferdegespannen mit bis zu zwölf vorgespannten Pferden über den Pass transportiert wurden.

### Planung

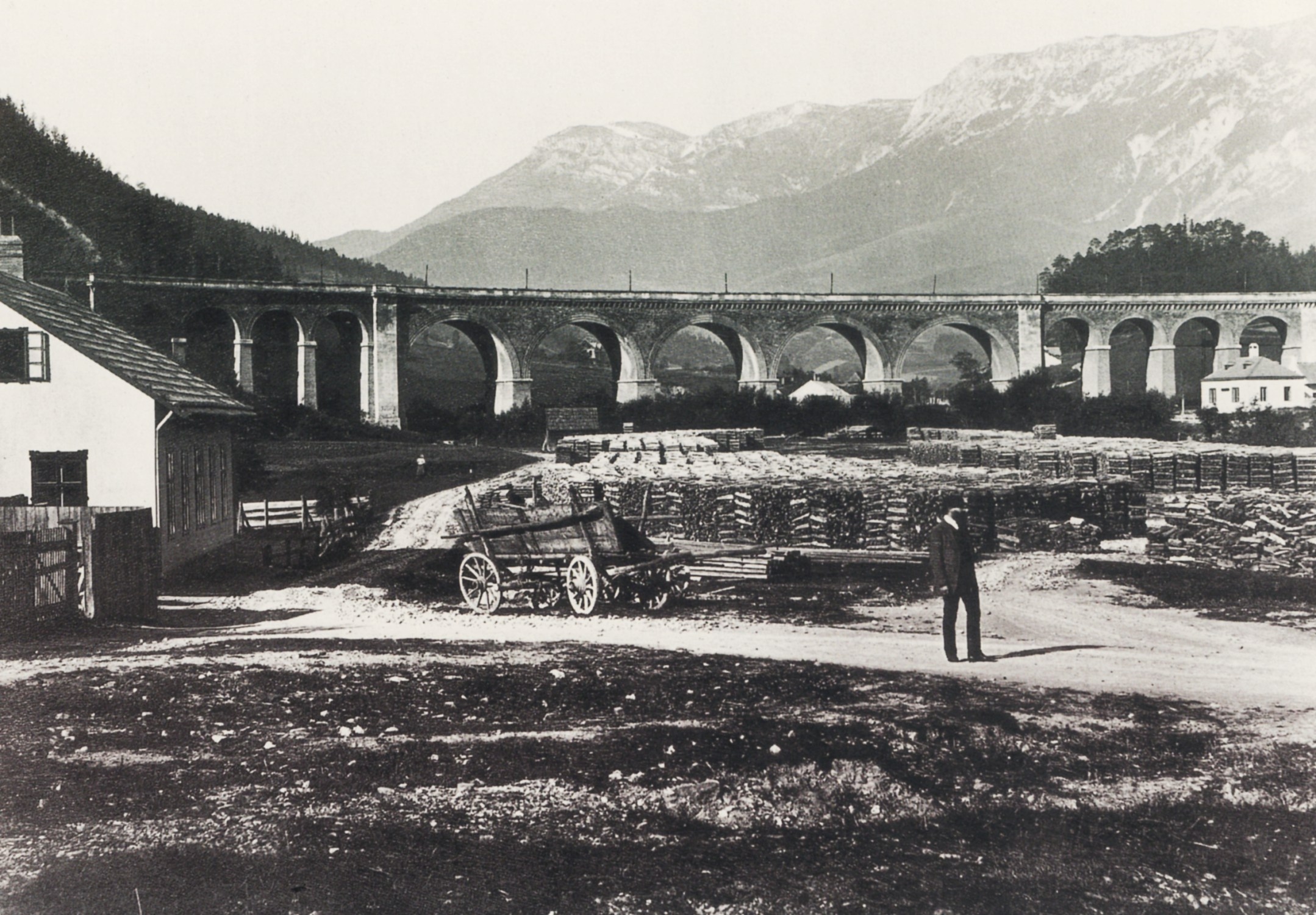
Payerbacher Viadukt, 1875

Zur Ablösung des kostenintensiven Straßentransports war eine Schienenverbindung zwischen Gloggnitz und Mürzzuschlag erforderlich. Allerdings bestanden damals Zweifel an der technischen Möglichkeit der Realisierung.
Der Baudirektionsadjunkt und spätere Baudirektor Carl von Ghega erhielt 1841 den Auftrag, die Semmeringquerung zu planen. Dazu erkundete er 1842 in Großbritannien und in den Vereinigten Staaten dortige Erfahrungen und projektierte drei Varianten, die er dem damaligen Generaldirektor der Staatsbahnen Hermenegild Ritter von Francesconi vorlegte:
- Variante südlich des Schottwiener Tales, wo heute die Trasse der Semmering-Schnellstraße S 6 verläuft,
- Variante einer Steilrampe mit maximal 36 ‰ Steigung und
- die schließlich ausgeführte Variante.

Ghega musste auch andere eingereichte Projekte beurteilen, die längere Tunnel vorsahen.

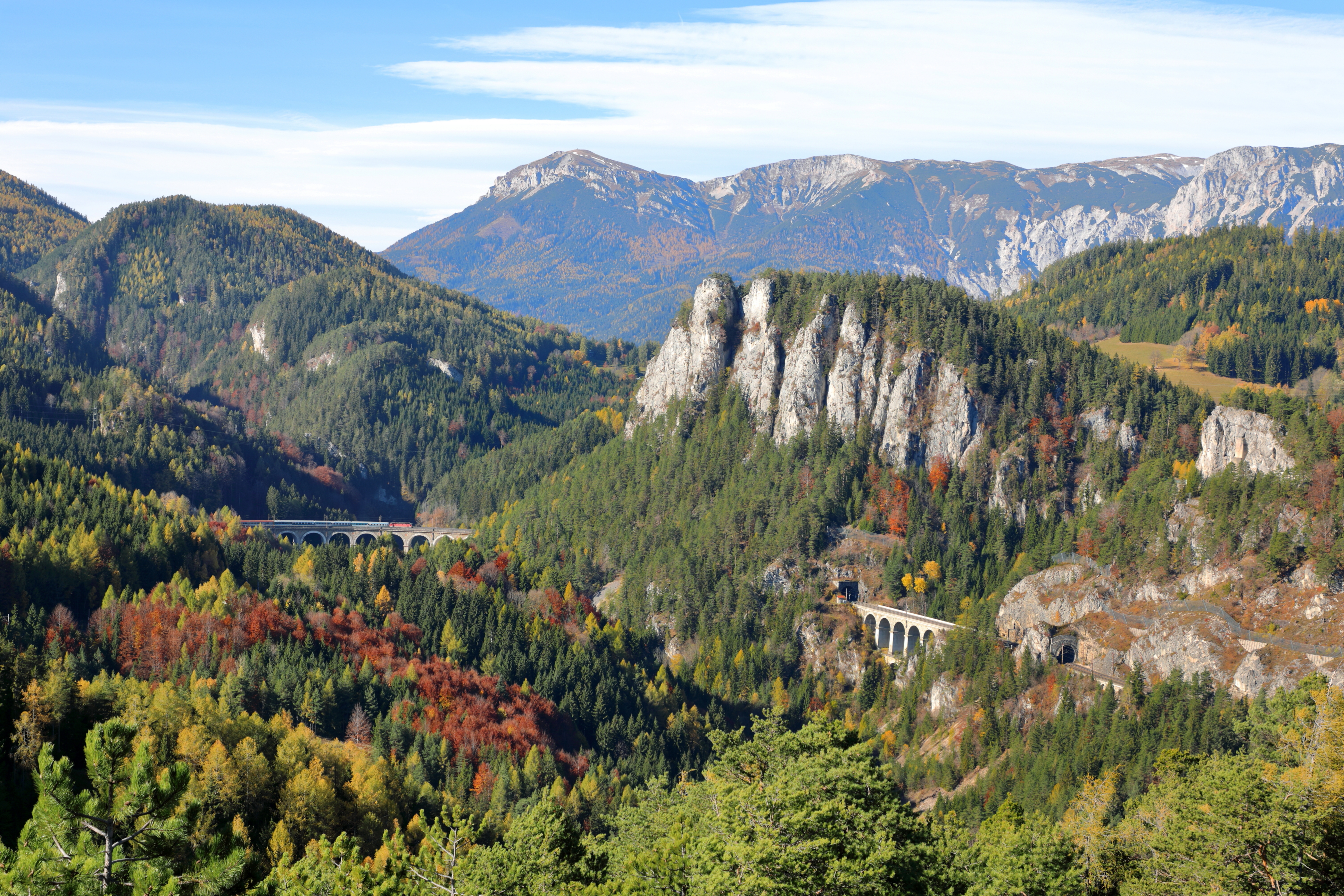
Das „Kernstück“ der Semmeringbahn - die Viadukte und Tunnels im Adlitzgraben bzw. der „20-Schilling-Blick“

Damals galten Tunnelbauten mit nur geringer Gebirgsüberdeckung als beherrschbar. Beim Bau längerer Tunnel wurden in Abständen senkrechte Schächte abgeteuft, um Zwischenangriffe von diesen aus vortreiben zu können. Diese Methode wird auch heute noch angewandt, um den Bau zu beschleunigen oder wenn geologische Verhältnisse es erfordern. Tunnel wurden noch von Hand bergmännisch vorangetrieben, da es außer Schwarzpulver noch keinen besser geeigneten Sprengstoff, wie etwa Dynamit, gab. Der Tunnelbau war risikobehaftet: Der Weinzettelwand-Tunnel musste nach einem Felssturz am 27. Oktober 1850, bei dem 14 Bergleute starben, neu trassiert werden. Ursprünglich wollte man die Trasse durch einen kurzen Tunnel und in Galerien entlang der Weinzettelwand führen, danach wurde die Strecke in den Berg verlegt. Es wurden drei Tunnel gesprengt, die durch zwei Galerien verbunden wurden: Die Tunnel trugen die Namen Lechner-Tunnel, Am Geierneste und Unter der Geierkirche. Von den Galerien hatte die eine nur eine Öffnung, die zweite sechs Öffnungen. Erst danach bürgerte sich für die ganze Konstruktion der Name Weinzettelwand-Tunnel ein. Aufgegebene Baustellen an der ursprünglich geplanten Trasse sind auf der Ost- und Südseite noch in der Natur erkennbar.
Die Strecke wurde geplant, als es für die vorgesehenen Steigungen noch keine geeigneten Lokomotiven für den Adhäsionsbetrieb gab. Ghega brachte in die schließlich eingesetzte Lokomotivkonstruktion erst kurz zuvor entwickelte neueste Technologien ein. Er setzte sich damit gegen Gegner durch, die eine solche Strecke nur als Zahnradbahn oder mit Seilzügen für durchführbar hielten. So favorisierte die Ingenieurs- und Architektenkammer das Seilebenenprinzip, das in etwa den heutigen Standseilbahnen entspricht. Diese Lösung war zu diesem Zeitpunkt weit verbreitet, um größere Steigungen zu überwinden, und stellte den damaligen Stand der Technik dar.

### Bau

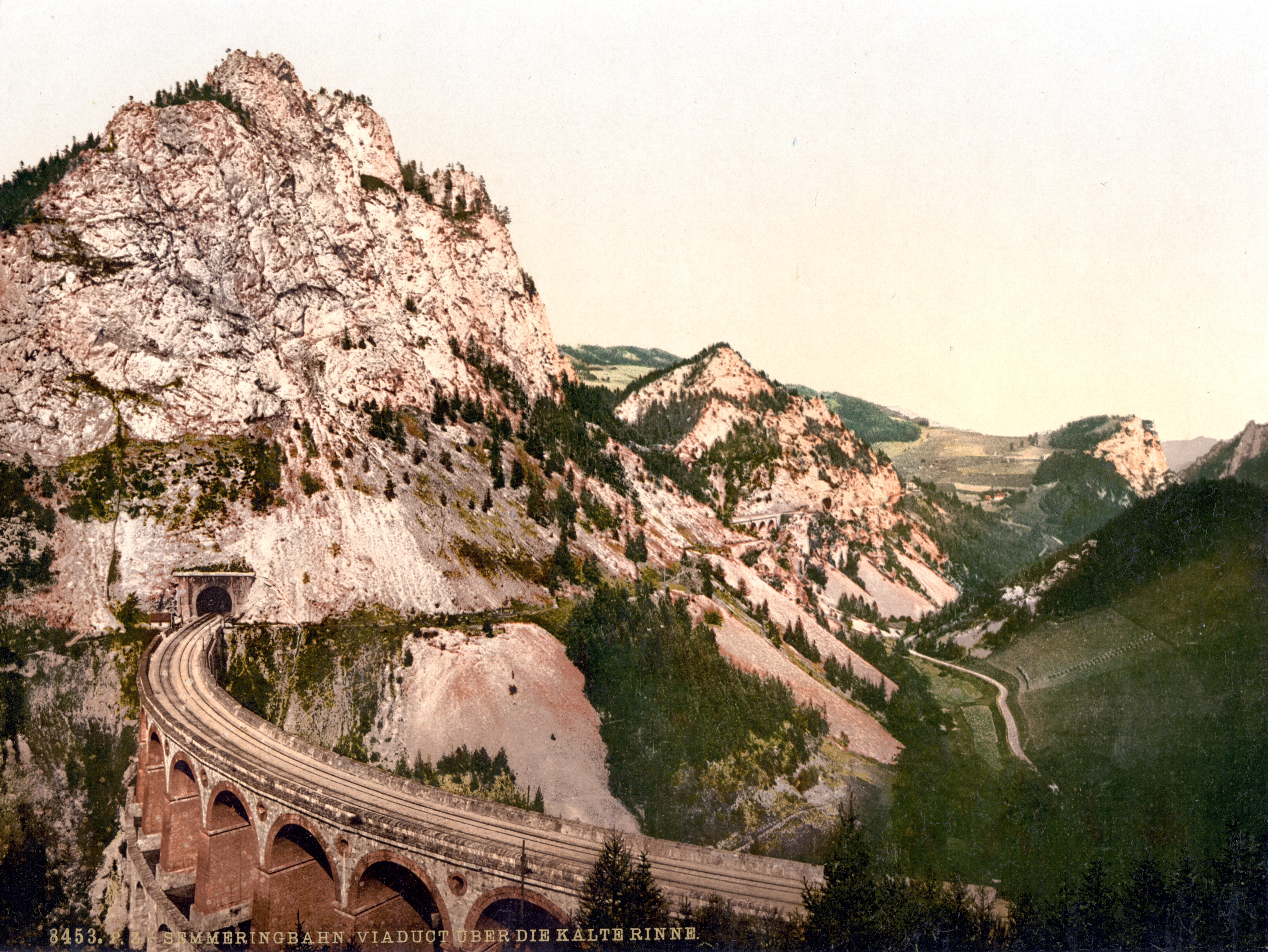
Viadukt über die Kalte Rinne, um 1900

Unter dem Eindruck der Märzrevolution von 1848 und um die Arbeitslosigkeit zu mildern, wurde bereits im Sommer 1848 mit den Bauarbeiten an beiden Streckenenden von Gloggnitz und Mürzzuschlag aus begonnen. Strecke, Kunstbauten, Streckenaufsichtsbauten und Bahnhöfe wurden gleichzeitig angelegt und vielfach aus dem Ausbruchmaterial der Tunnel errichtet. Das aus der Landschaft gewonnene Material wurde so unmittelbar zu ihrer baulichen Gestaltung, Stahlkonstruktionen hingegen kaum verwendet.
Ein großes Problem beim Bau der Strecke war die Tatsache, dass die Trasse mit den damaligen Mitteln nicht in der notwendigen Präzision vermessen werden konnte. Neue Instrumente und Vermessungstechniken mussten erst entwickelt werden. Das Steigungsverhältnis von bis zu 28 ‰ (= mehr als 1 m Höhenunterschied auf 40 m Streckenlänge) und der minimale Kurvenradius von 190 m waren neu.
Die Tunnel- und Viaduktbauten der Strecken wurden von 20.000 Arbeitern, darunter ein Drittel Frauen, in sechs Jahren errichtet und stellten für die damalige Zeit sowohl in technischer als auch in organisatorischer Hinsicht eine Großleistung dar. 89 Menschen starben bei Arbeitsunfällen (davon einer bei den Sprengarbeiten am Klamm-Tunnel, 14 an der Weinzettelwand), mehrere hundert an den in den Arbeiterunterkünften grassierenden Krankheiten wie der Cholera. Maßgeblich beteiligt an den Tunnelbauten war die mährische Firma Gebrüder Klein aus Zöptau, die schon Erfahrung im Bahnbau an zahlreichen Strecken in Böhmen und Mähren bewiesen hatte.

### Eröffnung
Die Bauarbeiten wurden 1854 abgeschlossen. Am 23. Oktober 1853 fuhr die erste Lokomotive über die Strecke Mürzzuschlag–Payerbach, kurz darauf war der Schienenstrang durchgehend befahrbar. Am 12. April 1854 befuhr Kaiser Franz Joseph gemeinsam mit Ghega, der 1851 in den Ritterstand erhoben worden war, die Strecke. Am 17. Juli 1854 wurde sie für den Personenverkehr freigegeben. Da sie aber nur als Teilstück des gesamten Südbahnprojektes betrachtet wurde, wurde sie nie feierlich eröffnet.

### Betrieb

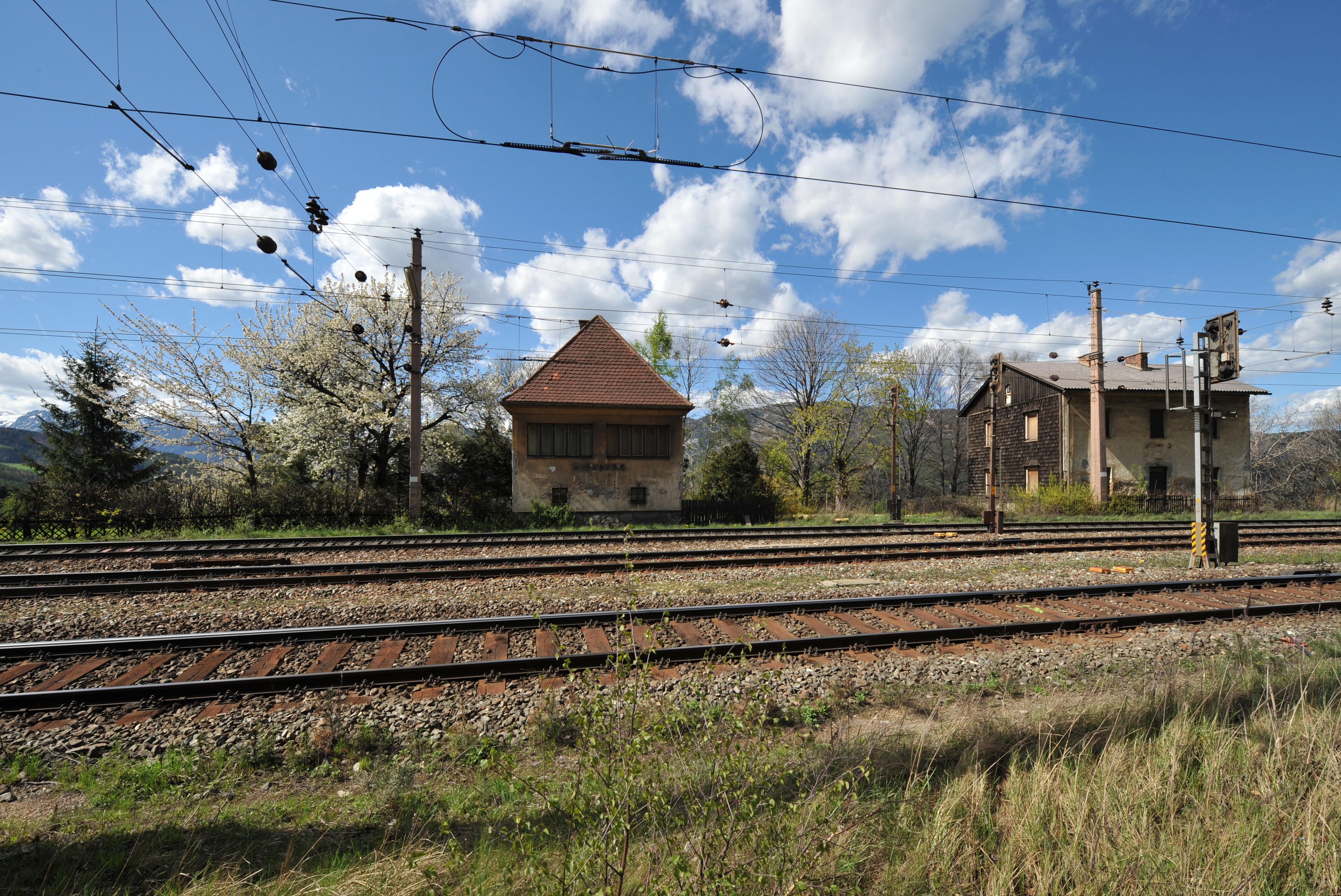
Streckenaufsichtsbauten im Bereich der KG Eichberg

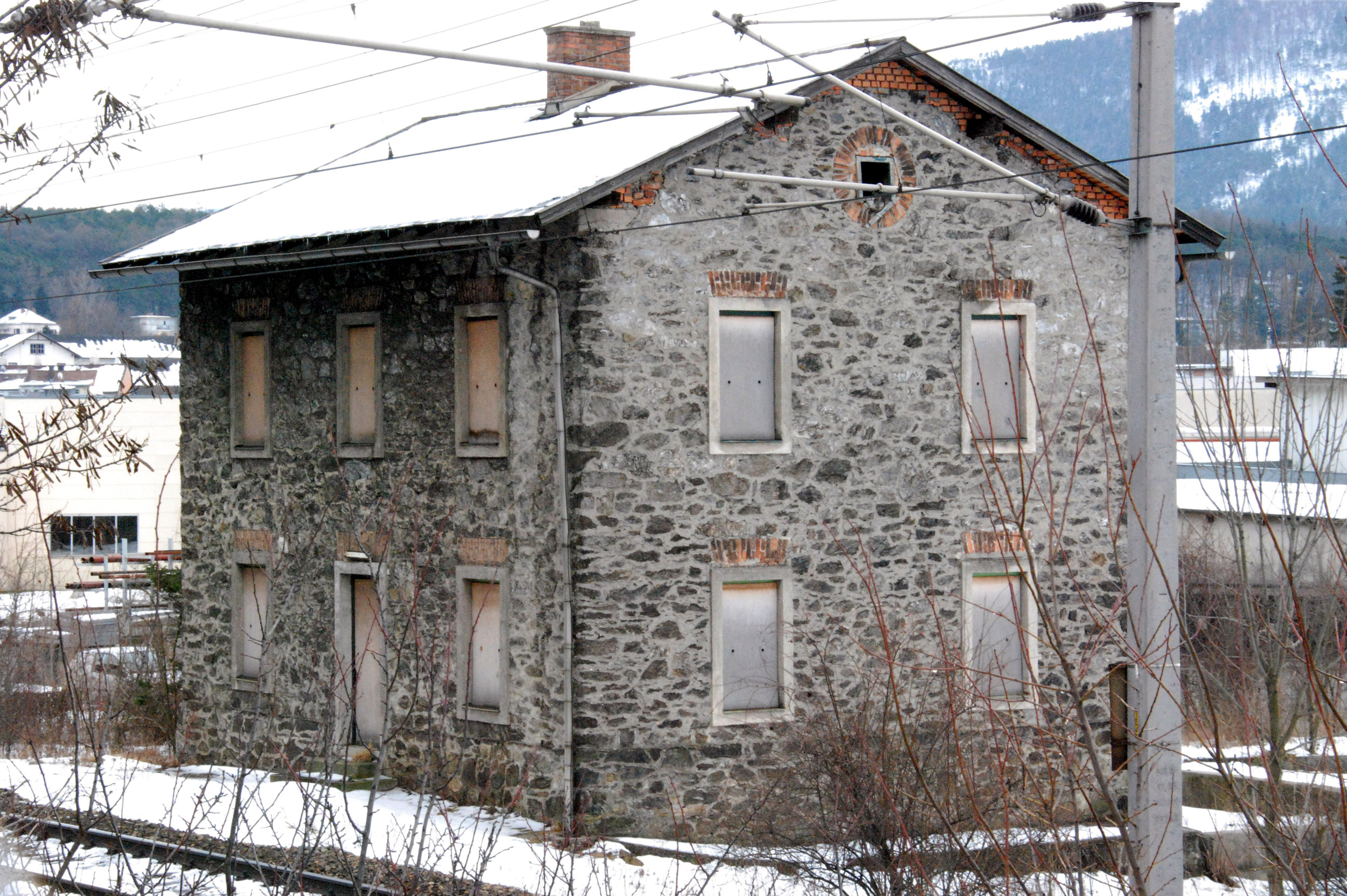
Streckenwärterhaus 123

#### Von den ersten Jahrzehnten bis ins frühe 20. Jahrhundert
Während an der Strecke kaum Instandhaltungen notwendig waren, machte vor allem dem Scheiteltunnel das Wasser schon um die Jahrhundertwende zu schaffen. So sollten Holztore den Tunnel vor eindringendem und dann gefrierendem Bergwasser schützen, und es wurde versucht, den Tunnel mit Gasbrennern trocken zu halten. Das Gas für diese Aufgabe stammte von einem eigenen Gaswerk, für das im Bereich der Haltestelle Wolfsbergkogel ein Anschlussgleis gebaut worden war. Dieses Werk versorgte auch später die Gemeinde Semmering mit Gas für Beleuchtungszwecke.
Zur Zeit des Baus bestanden nur geringe Erfahrungen hinsichtlich der Fahrdynamik von Eisenbahnen. Deshalb und um Baukosten zu sparen, wurden die Viadukte als Kreisbögen errichtet. Dies hat den Nachteil, dass darüber fahrende Züge seitliche Fliehkräfte auf die Viadukte ausüben und diese dadurch stark beanspruchen. Eine Ergänzung stellten deshalb schon bald nach Fertigstellung der Bahn zusätzliche Stützpfeiler am Adlitzgrabenviadukt (auch Fleischmannviadukt genannt) dar, weil der Viadukt abzusinken drohte. Dies war die einzige Nachbesserung an der Strecke, die noch zu Ritter von Ghegas Lebzeiten ausgeführt wurde.
Im Lauf der Jahrzehnte wuchs die Belastung der Strecke stetig. War sie anfangs nur für den Personenverkehr zugelassen, folgte im Jahr 1868 der Güterverkehr. Es gab an der Strecke auch Anschlussgleise bzw. Verladestellen für Unternehmen, so beim Bahnhof Eichberg (Magnesitbergbau) und in Breitenstein (Gipsbergbau).
Um schwere Züge bei der Bergfahrt, aber auch beim Bremsen während der Talfahrt zu unterstützen, waren in Mürzzuschlag und Gloggnitz zusätzliche Lokomotiven stationiert, noch 1990 wird von 6 Stück allein für Mürzzuschlag berichtet. Diese Lokomotiven waren den Zügen im Regelfall über die gesamte Bergstrecke, teilweise auch nur bis zum Bahnhof Semmering, vorgespannt oder leisteten Schiebedienst. Die Bahnhöfe Gloggnitz und Mürzzuschlag waren mit umfangreichen Betriebsgebäuden und Heizhäusern ausgestattet.
Die Bahnhöfe Eichberg, Klamm-Schottwien und Breitenstein hatten anfangs zusätzliche Gleisverbindungen, um das Ausweichen bzw. Überholen von Zügen zu erleichtern. Der Bahnhof Eichberg wurde ursprünglich auch als Bahnhof Abfaltersbach bezeichnet, nach der Übernahme der Pustertalbahn wurde nur mehr Eichberg verwendet, um Verwechslungen mit dem Bahnhof Abfaltersbach an der Drautalbahn bei Lienz in Tirol zu vermeiden.

#### Zweiter Weltkrieg
Besonders gelitten hat die Strecke in der Zeit des Zweiten Weltkrieges. Während keine Mittel für die Instandhaltung zur Verfügung standen, fuhren Kohlezüge mit bis zu 900 t Gesamtgewicht und drei Loks über den Pass. Während des Jugoslawienfeldzuges wurden täglich mehr als 75.000 t transportiert.
In den letzten Kriegswochen war die Semmeringbahn ein strategisches Ziel der Roten Armee. Am 1. April 1945 erreichte die 103. Garde-Schützen-Division des XXXVII. Garde-Schützen-Korps der 9. Gardearmee Gloggnitz und sperrte die Bahnverbindung über den Semmering, um eine Verschiebung von deutschen Truppen über die Südbahnstrecke unmöglich zu machen. Die beiden anderen Divisionen des Korps, die 98. und 99. Garde-Schützen-Division, drangen außerdem in das Schwarzatal ein und sicherten so die linke Flanke des sowjetischen Vorstoßes nach Wien. Deutsche Alarmeinheiten, die später zur 9. Gebirgs-Division (Ost) zusammengefasst wurden, konnten die Lage bis Kriegsende stabilisieren und ein weiteres Vordringen der Sowjets über den Semmering-Pass in die Steiermark verhindern.
In den letzten Kriegstagen wurde auf höchsten Befehl die Zerstörung der Tunnels und Viadukte der Semmeringbahn angeordnet, um den Vormarsch der Roten Armee zu verzögern. Die Vorkehrungen für diesen Befehl wurden auf Anordnung von Oberst Heribert Raithel, dem Kommandeur der Gebirgs-Division, wieder zurückgenommen. Stattdessen entschied man sich für die Variante, in einem Tunnel bei Breitenstein die Schienen zu lockern und dann vom Semmering aus einige Lokomotiven und Waggons herunterrollen zu lassen, die dann im manipulierten Tunnel entgleisten und so die Semmeringbahn lange genug blockierten, ohne sie vollständig zu zerstören.

#### Zweite Hälfte des 20. Jahrhunderts
Im Jahr 1949 begann man für den bereits schwer sanierungsbedürftigen Scheiteltunnel eine zweite, eingleisige Röhre zu errichten, die teilweise bis zu 100 m vom alten Tunnel entfernt angelegt wurde. An den Tunnelausgängen laufen die Trassen wieder zusammen. Der neue Tunnel, der am 1. März 1952 eröffnet wurde, hat eine Länge von 1512 m. Die alte Röhre von 1434 m Länge erhielt eine neue Auskleidung und wurde auf ein Gleis reduziert. Sie wurde im Februar 1953 wieder in Betrieb genommen.
Zur Zeit der Dampflokomotiven kam es in den Sommermonaten durch Funkenflug aus den Rauchfängen der schwer belasteten Maschinen oft zu Waldbränden entlang der Strecke. Heute werden Bahndammbrände vor allem durch Funken bei Bremsvorgängen aufgrund des starken Gefälles sowie bei Wartungsarbeiten hervorgerufen (hier vor allem am Eichberg). Von 1956 bis 1959 wurde die Semmeringbahn schrittweise elektrifiziert.
Das schwer zugängliche Terrain machte für den laufenden Betrieb besondere Vorkehrungen erforderlich. So wurden entlang der Strecke insgesamt 55 Streckenwärterhäuser als zweistöckige Steinbauten in Sichtabstand errichtet. Heute sind noch etliche von ihnen vorhanden, dienen aber nun meist als Wochenendhäuser. Zusätzlich wurden noch 32 Signalhäuser in Fachwerkbauweise errichtet. Als Eisenbahnsignale dienten so genannte „Korbsignale“. Die Bahnwärter waren untereinander – erstmals auf österreichischen Bahnen – mit elektrischen Glocken verbunden. Erst später wurden Telegraphen eingesetzt. Die Bahn wurde für Linksverkehr gebaut, lange links geführt und erst im Dezember 2019 auf Rechtsverkehr umgestellt. Ab 1977 wurde der Betrieb zwischen Payerbach-Reichenau und Mürzzuschlag von der Fahrdienstleitung im Bahnhof Semmering zentral gesteuert. Ende 2017 wurde der Abschnitt zwischen Payerbach-Reichenau und Breitenstein herausgelöst und in die Betriebsführungszentrale Wien eingebunden. Kurz vor dem Fahrplanwechsel 2018 folgte dann auch der Bereich Breitenstein und Semmering.
Während der gesamten Betriebszeit kam es zu drei schwereren Eisenbahnunfällen (1967, 1976 und 2015).
siehe auch: Kollision im Polleroswand-Tunnel 2015

### Rollendes Material

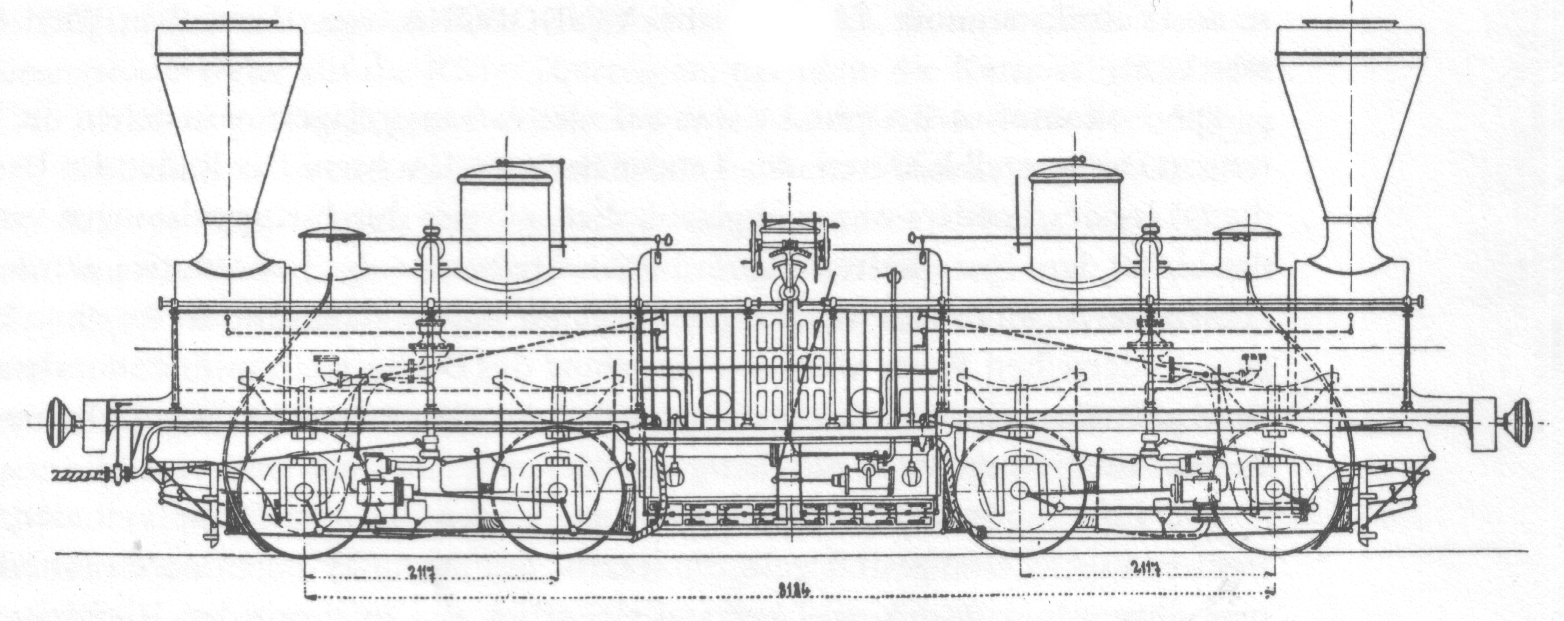
Die Lokomotive „Seraing“ des Lokomotivwettbewerbs von 1851
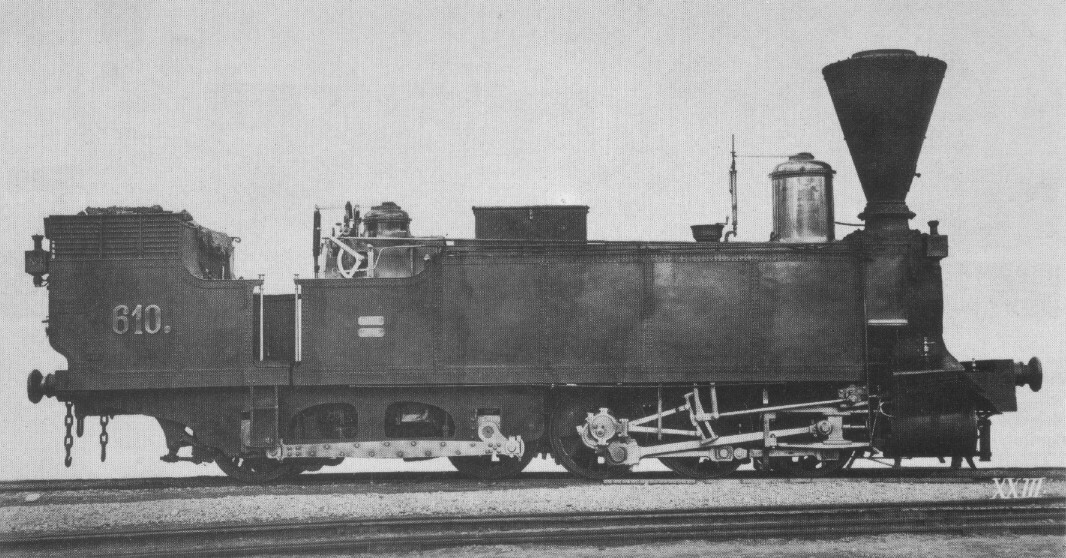
Die von Wilhelm von Engerth entwickelte Engerth-Lokomotive SB 610.
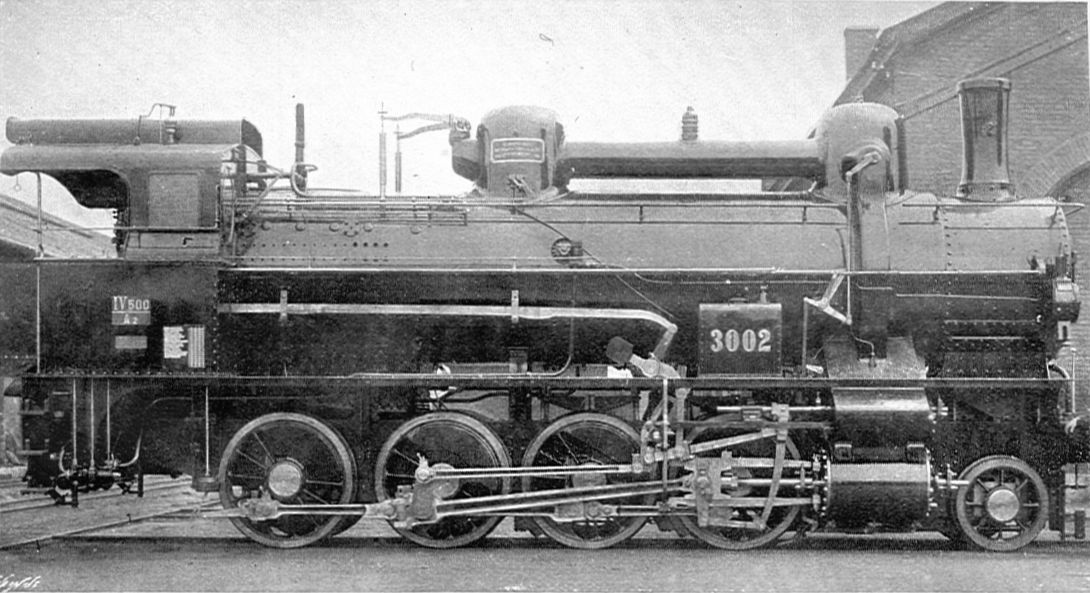
Die von Karl Gölsdorf entwickelten Lokomotiven der Baureihe 170 bewährten sich auf den steilen Rampen sehr gut.
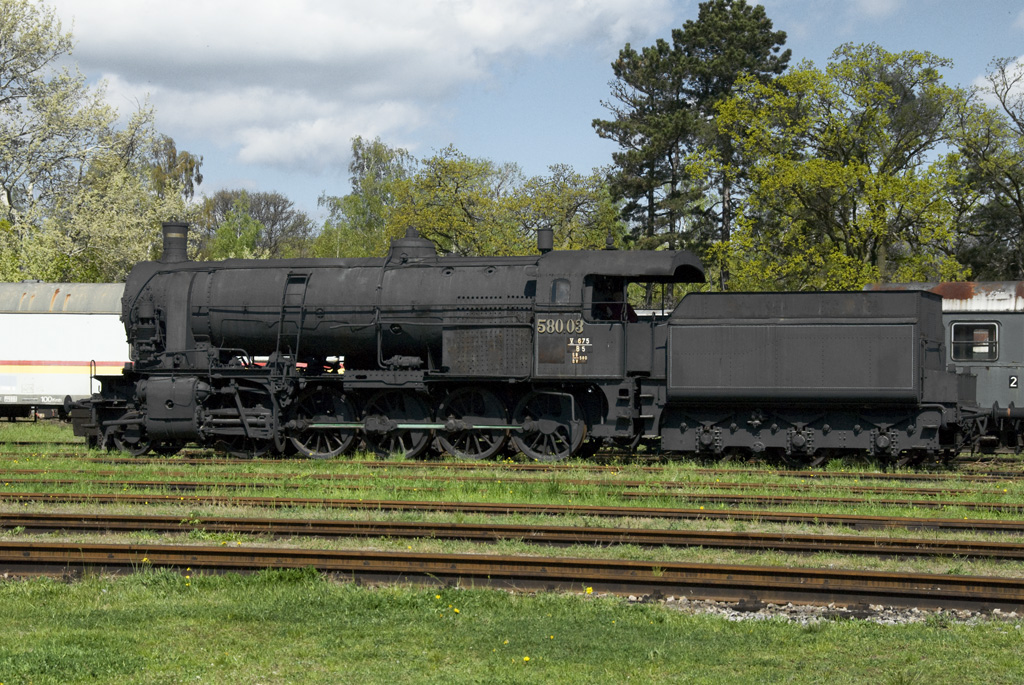
Die Gebirgsschnellzuglokomotive der Baureihe SB 580 wurde für den Einsatz u. a. am Semmering entwickelt.
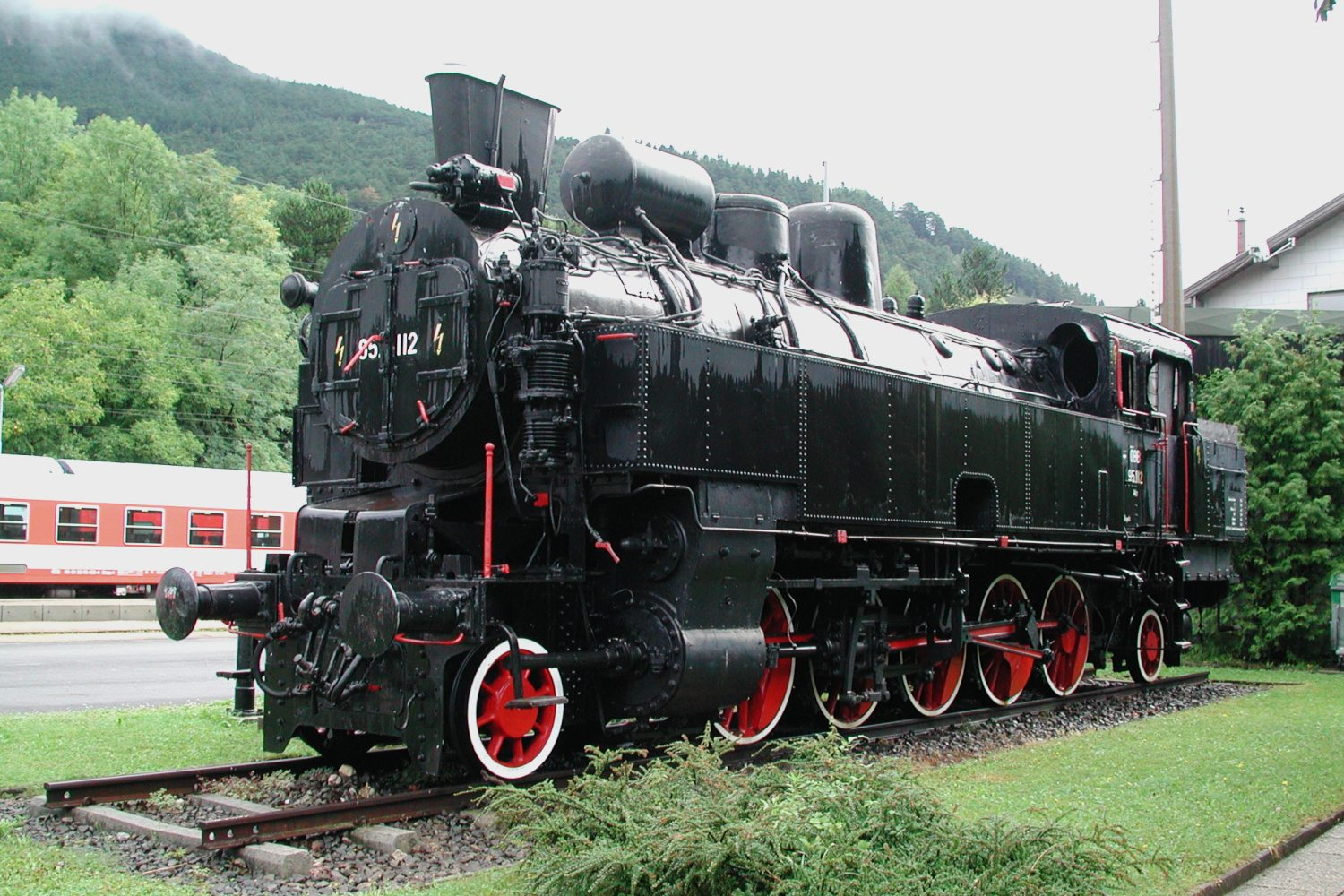
Ab den 1920ern leistete die Reihe 82, später ÖBB 95 – hier als Denkmal im Bahnhof Payerbach-Reichenau – Vorspann- und Schiebedienste.
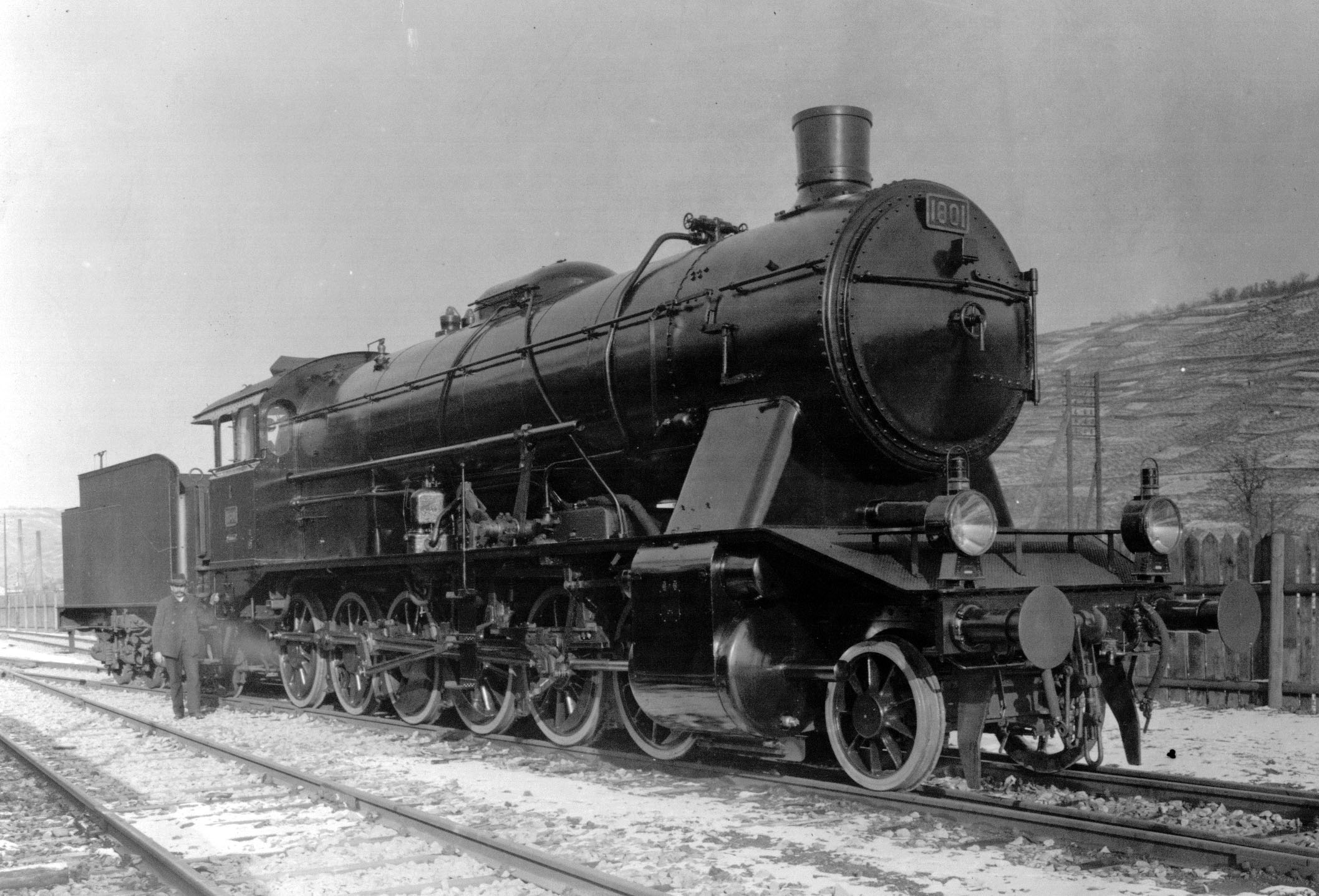
Im Zweiten Weltkrieg kamen einige Würtembergische K nach Mürzzuschlag und erbrachten Schiebedienste auf der Südrampe
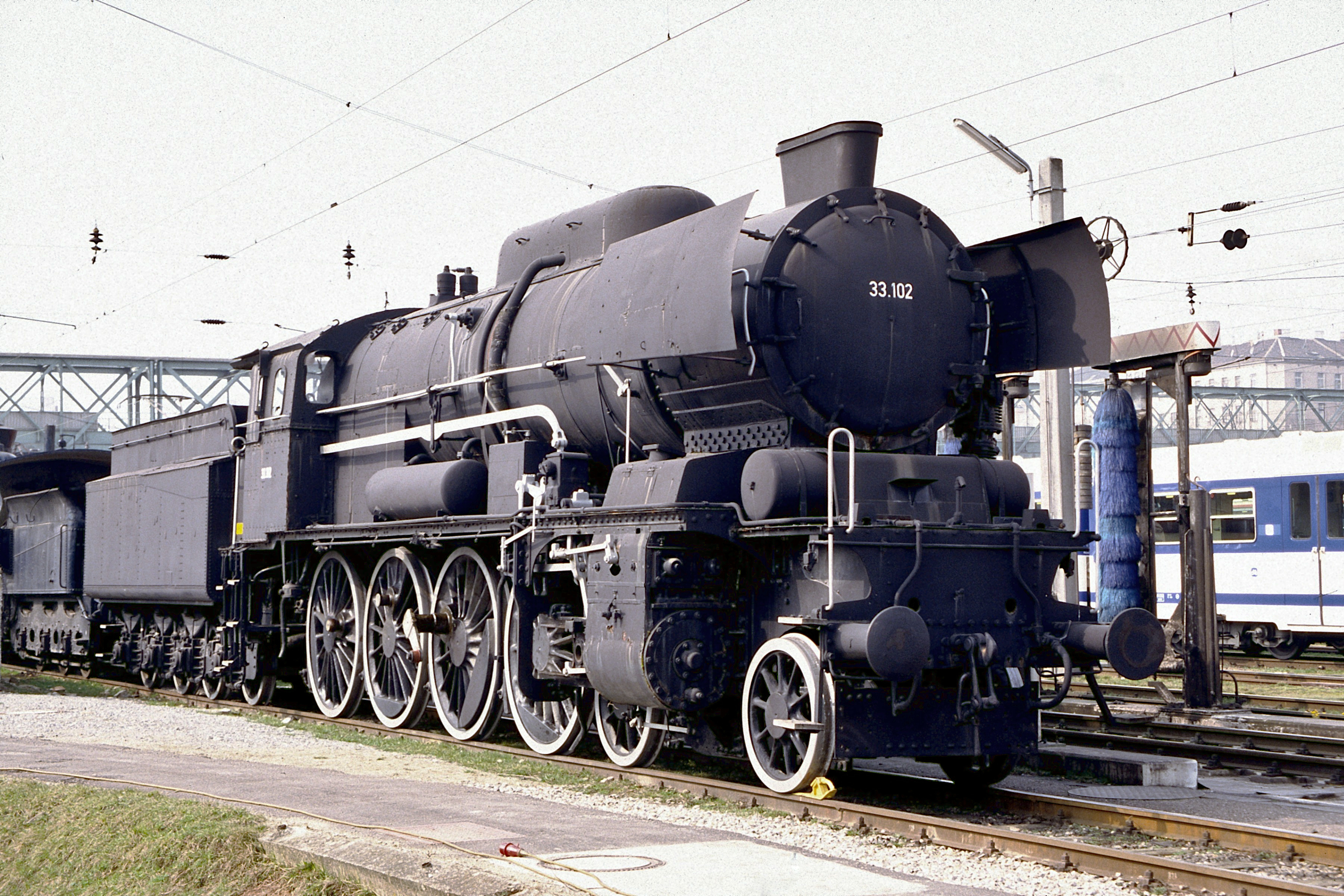
Die Schnellzugslokomotiven BBÖ 113 waren ab den 1930er Jahren auf der Südbahn anzutreffen und fuhren im Langlauf über den Semmering
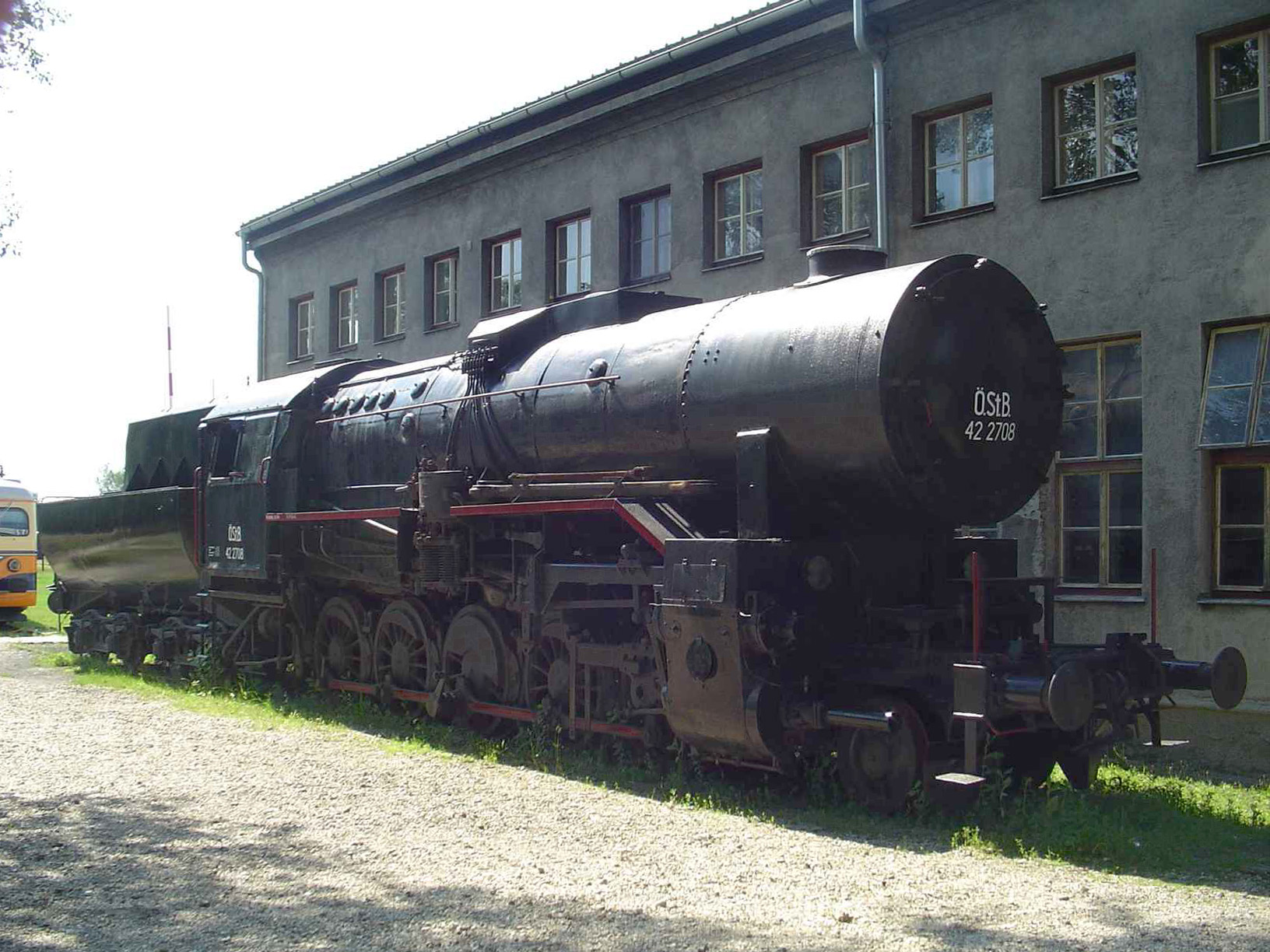
Die Kriegslokomotiven Baureihe 42 waren am Semmering ebenso unentbehrlich …
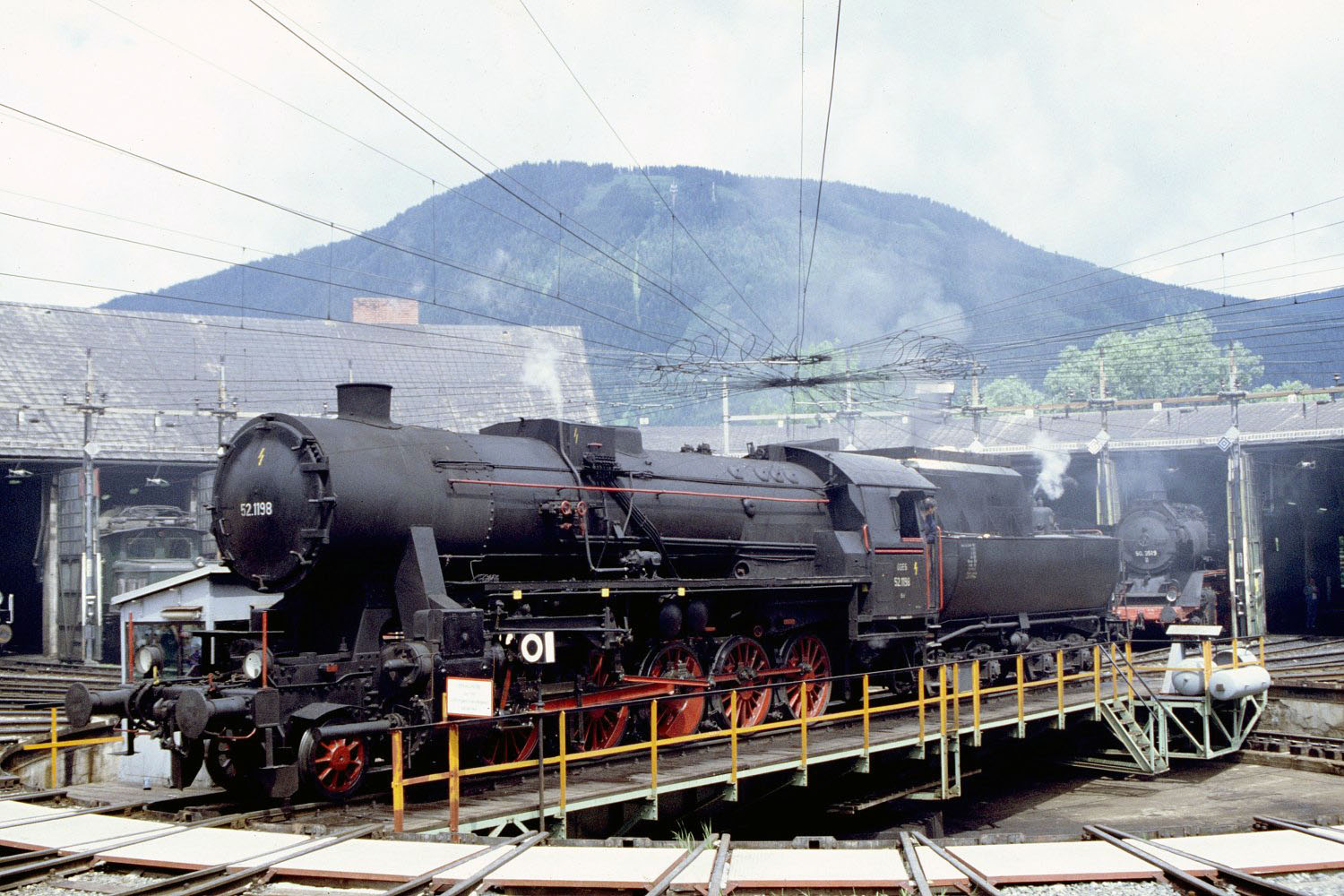
… wie die der Reihe 52
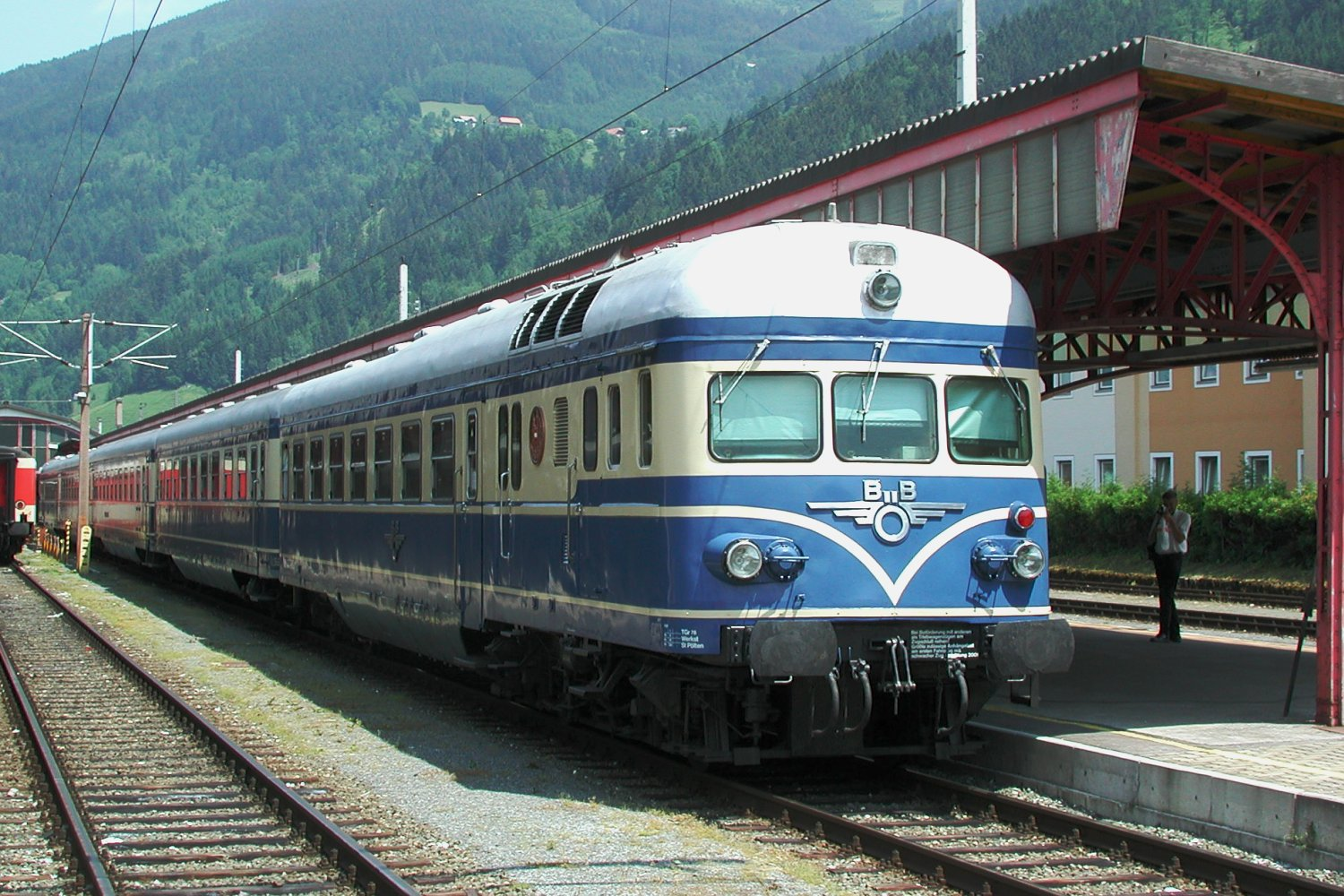
Vor der Elektrifizierung leistete der „Blaue Blitz“ internationale Schnellzugdienste (Sonderzug, 2003)
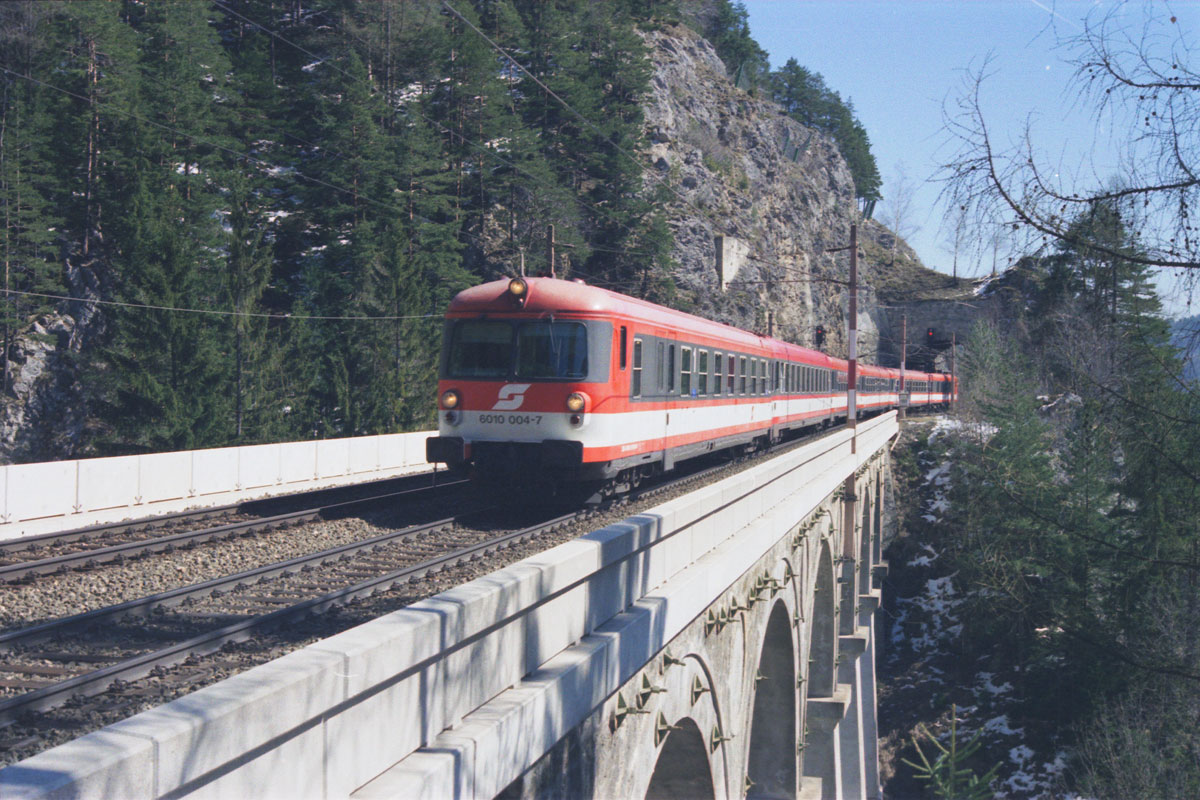
4010 mit Steuerwagen 6010 004–7 voran auf dem Krauselklauseviadukt (2002)
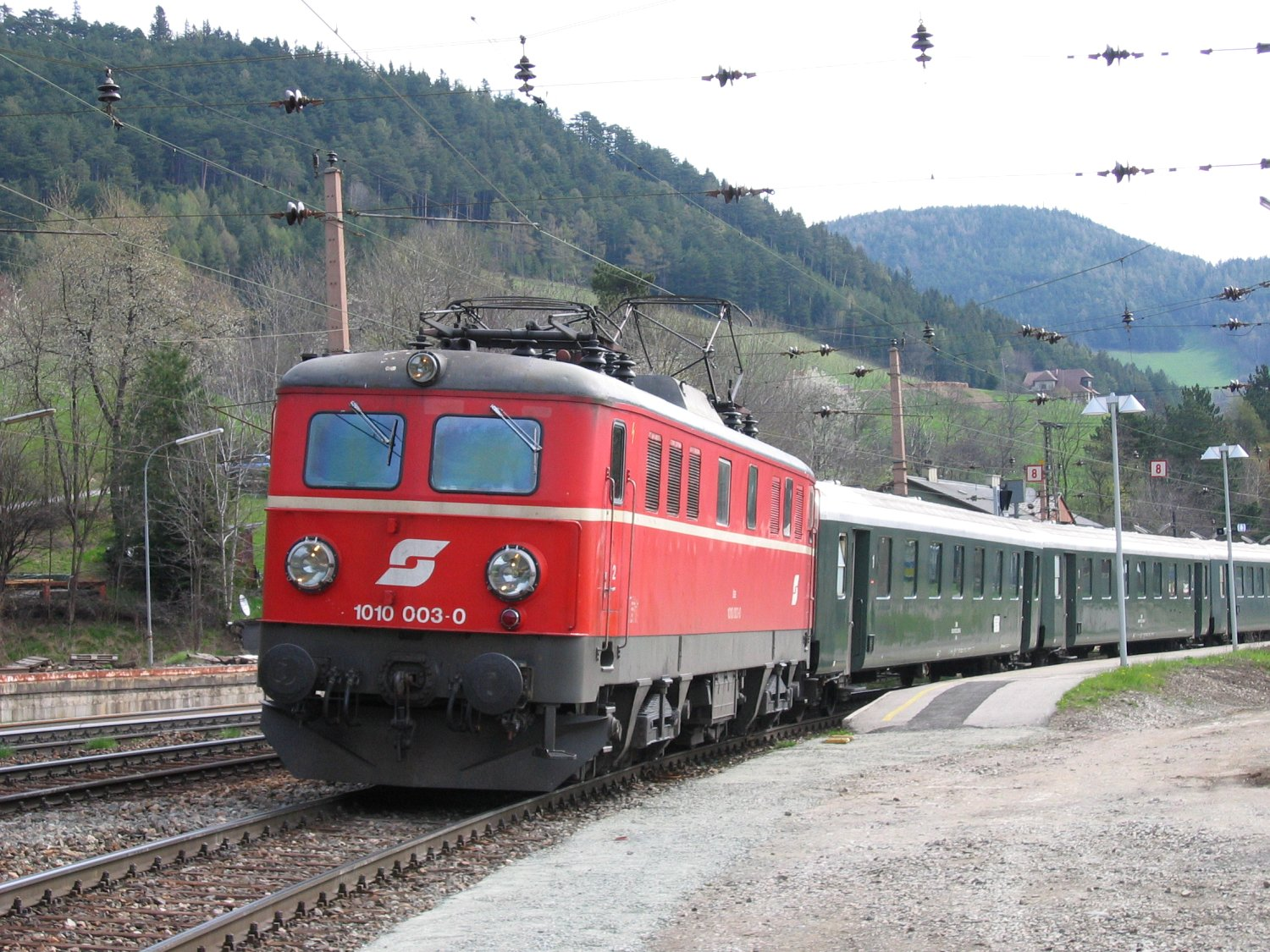
Die 1010 aus der Anfangszeit der Elektrifizierung führt heute den „Erlebniszug Zauberberge“ (Bahnhof Payerbach-Reichenau)
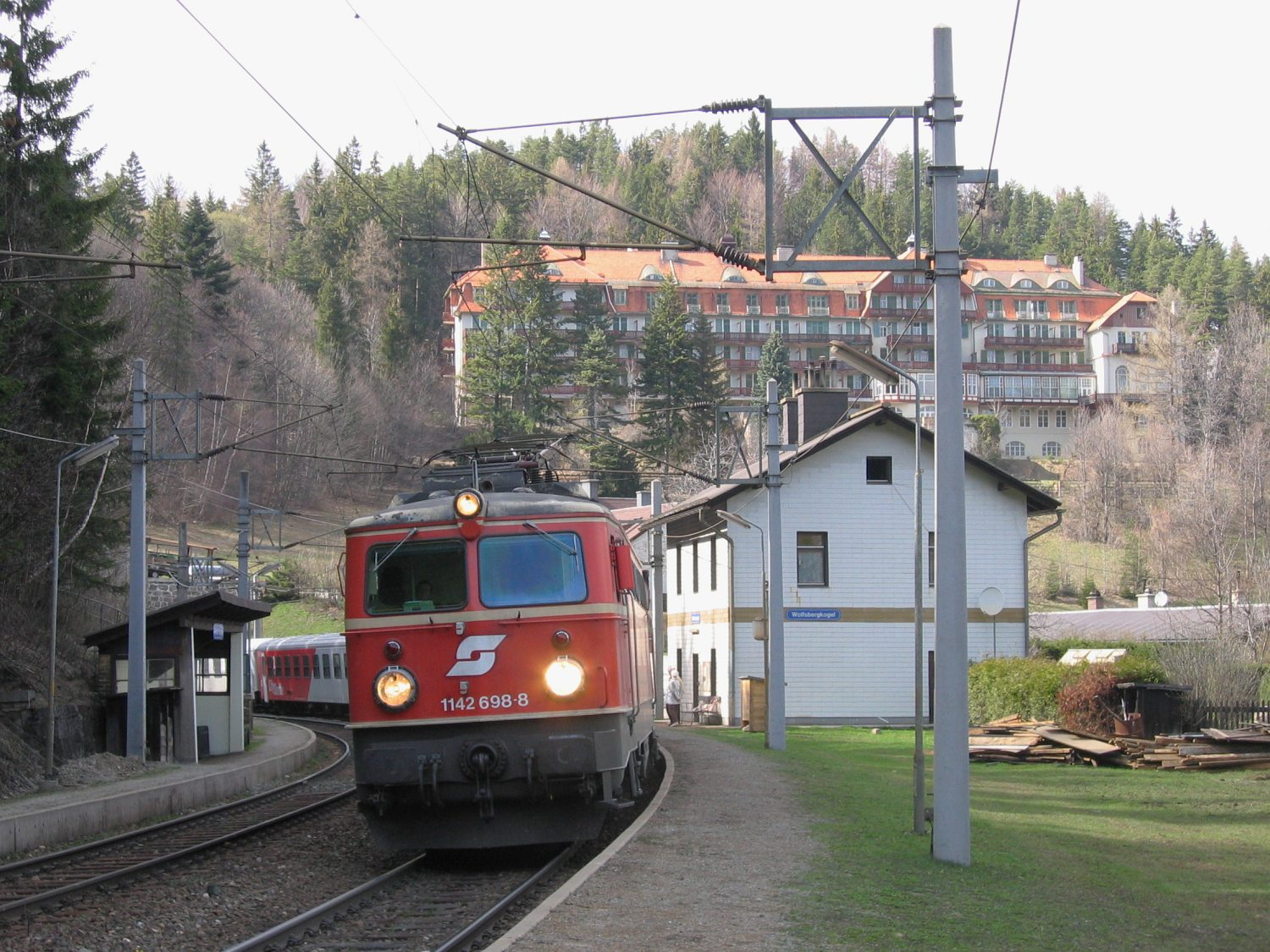
Regionalzug mit City-Shuttle-Garnitur und 1142 in der Haltestelle Wolfsbergkogel
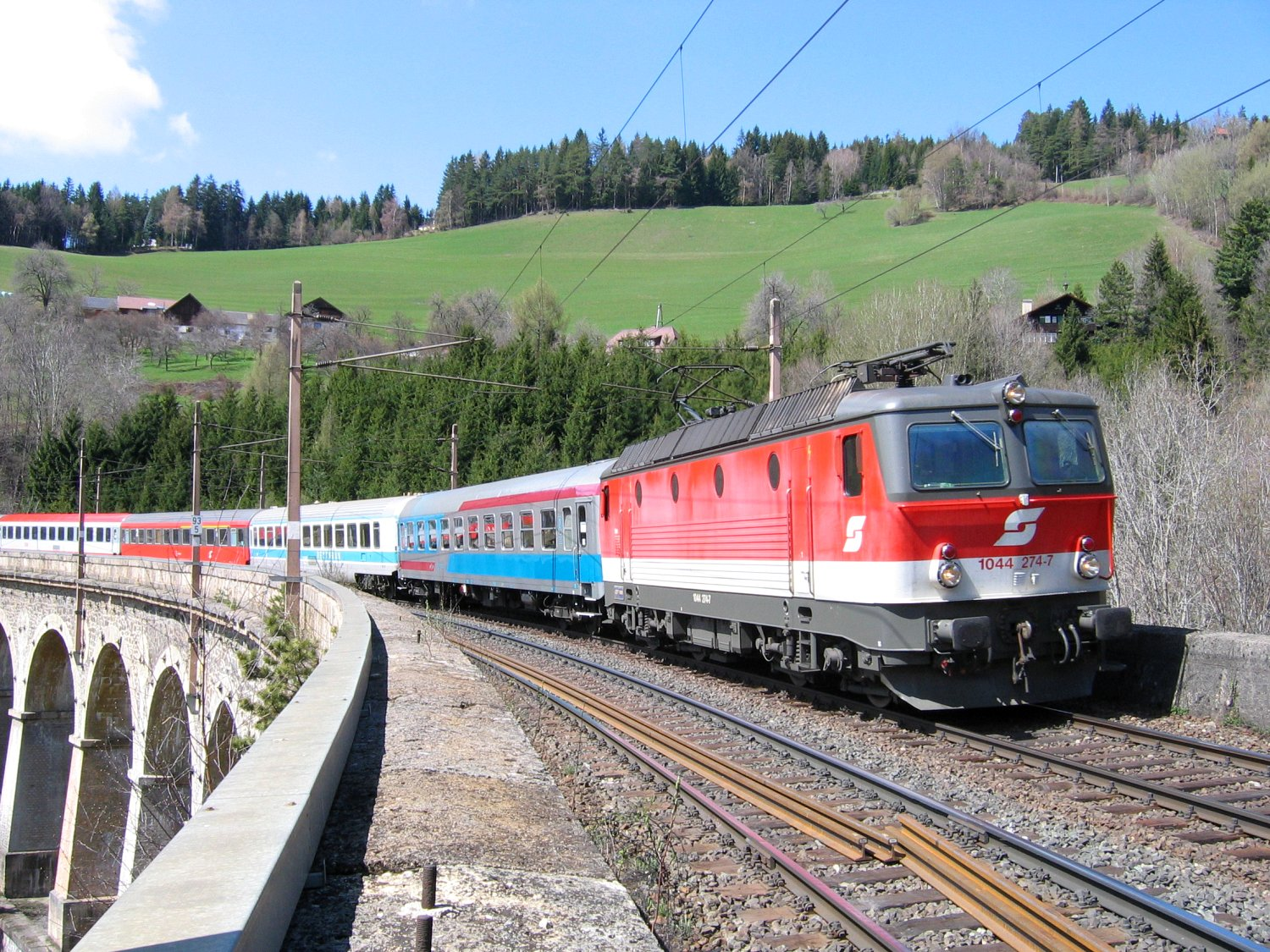
Internationaler Schnellzug mit Lok der Baureihe ÖBB 1044
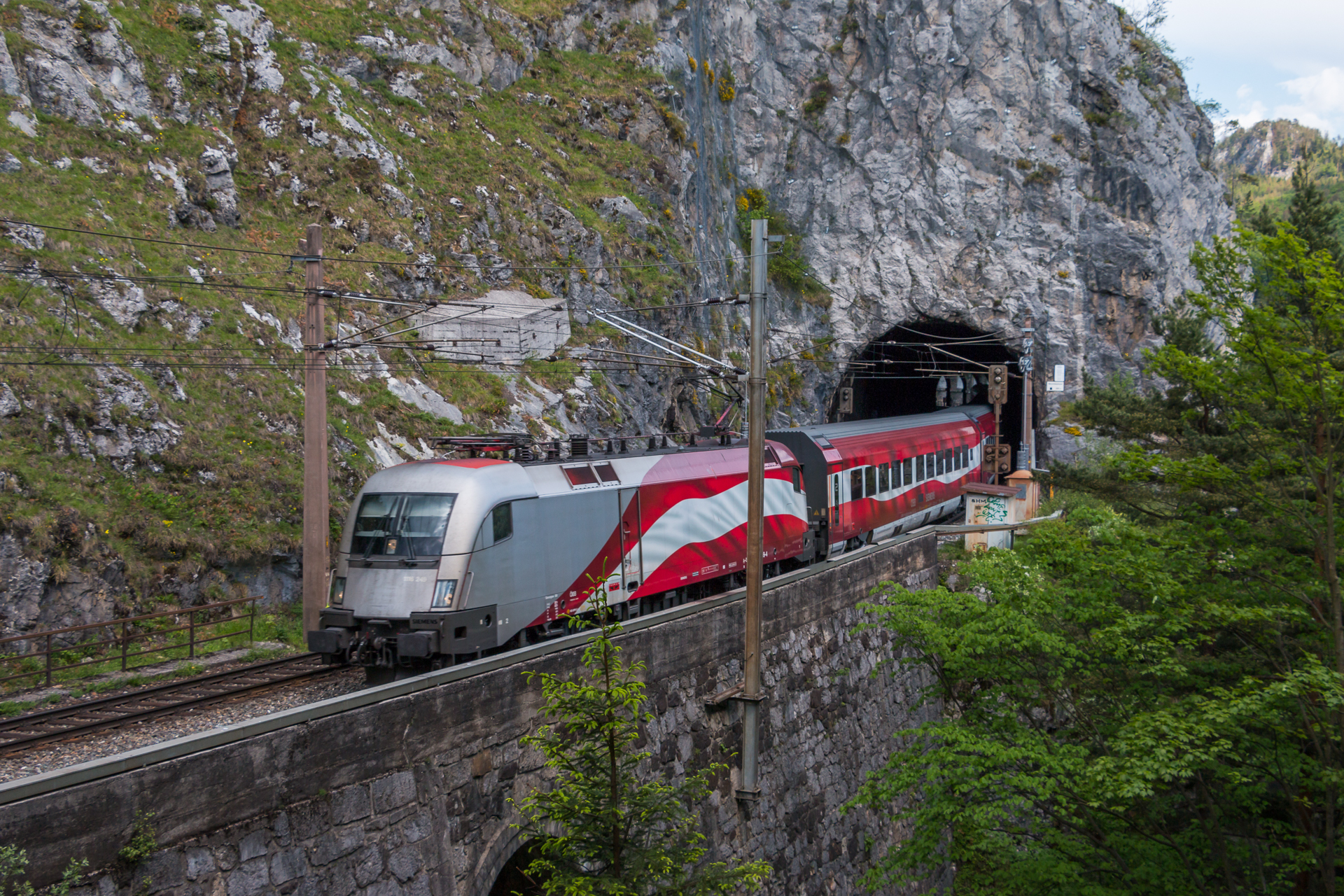
Die „Taurus“-E-Lok 1116.249 mit dem Railjet RJ 539 bei der Ausfahrt aus dem Weinzettelwandtunnel am 23. Mai 2017
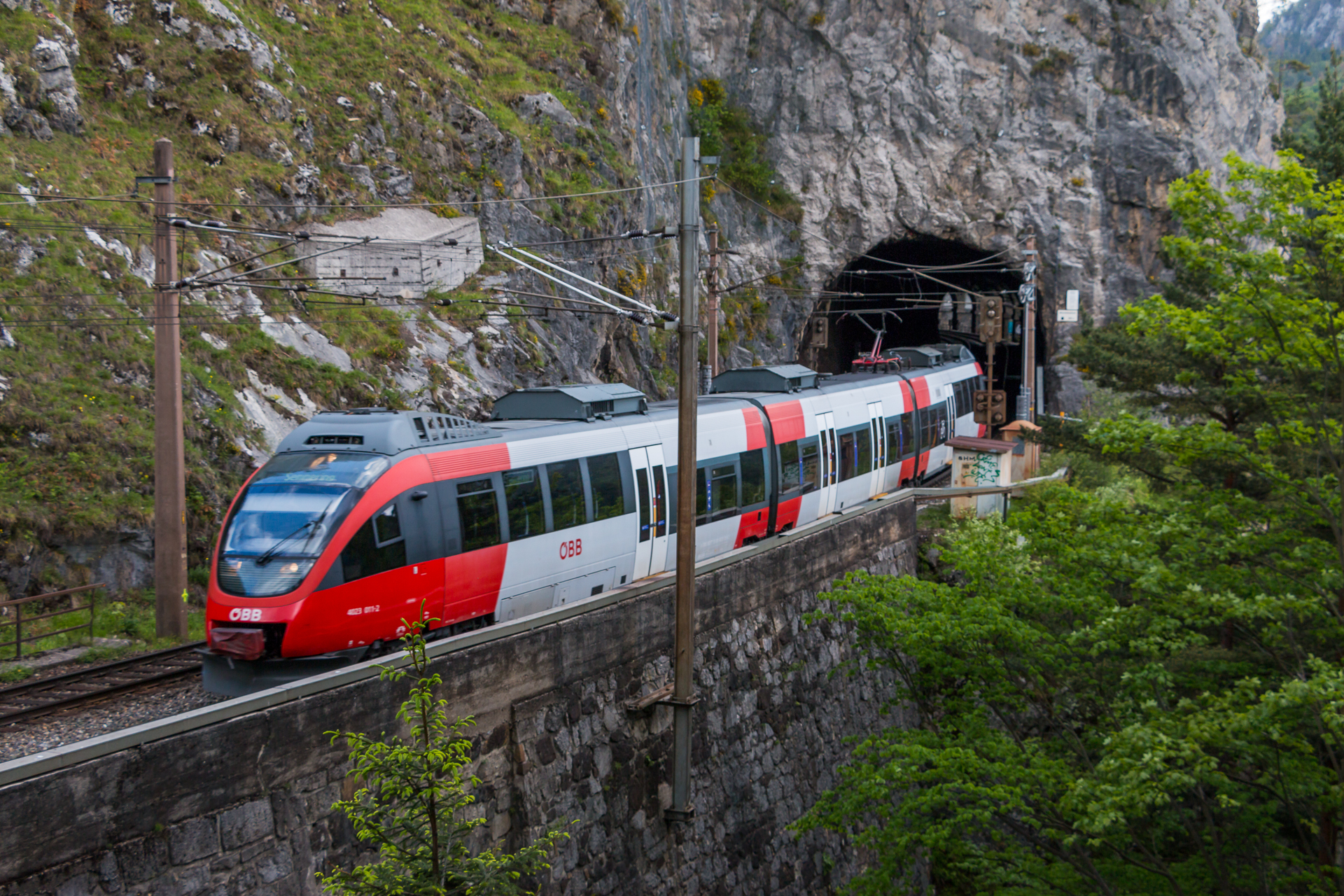
4023.011 als Zug R 6487 bei der Ausfahrt aus dem Weinzettelwandtunnel am 23. Mai 2017

Zur Entwicklung von Lokomotiven, welche die Steigungen der Semmeringbahn bewältigen konnten, wurden Ingenieurwettbewerbe ausgeschrieben, bei denen auch recht abenteuerliche Konstruktionen vorgeschlagen wurden. Der im Jahr 1851 am Semmering durchgeführte Wettbewerb führte weltweit zu einem Entwicklungsschub im Lokomotivbau.
Noch während des Baus polemisierten einflussreiche Persönlichkeiten gegen die ausgewählten Lokomotiven. Vier Typen blieben als geeignet übrig, nämlich die Lokomotiven „Bavaria“ der bayerischen Lokomotiven- und Maschinenfabrik J.A. Maffei, „Vindobona“ der Maschinenfabrik der Wien-Gloggnitzer Bahn, „Neustadt“ der Lokomotivfabrik Günther und „Seraing“ der belgischen Firma Cockerill. Wilhelm von Engerth erhielt daraufhin den Auftrag, die Vorteile der vier konkurrierenden Typen aufeinander abzustimmen.
Die ersten eingesetzten Lokomotiven waren Stütztenderlokomotiven der Bauart Engerth mit der Achsfolge C2t. Engerth-Lokomotiven wurden später auch mit anderen Achsfolgen gefertigt. Da aber auf der steigungsreichen Strecke nicht Geschwindigkeit, sondern Zugkraft gefordert war, wurden in der Folge die Dampflokomotiven für alle Zuggattungen nach den Prinzipien für Güterzuglokomotiven (viele angetriebene Räder mit kleinem Durchmesser) gebaut, ein Grundsatz, der zum Standard für alle folgenden Gebirgsbahnen wurde. Schnellzüge wurden üblicherweise auf den Talstrecken mit hochrädrigen Schnellzuglokomotiven geführt, in den Bahnhöfen Gloggnitz und Mürzzuschlag wurden die Loks gewechselt oder aber Vorspann- und Nachschiebemaschinen beigegeben.
Nicht nur das Berganfahren, sondern auch die Talfahrt machte zu schaffen. So mussten vor der Einführung durchgehender Bremssysteme bis zu fünf Bremser mitfahren, um den Zug sicher wieder ins Tal zu bringen.
Der elektrische Betrieb wurde 1959 mit den sechsachsigen Lokomotiven der Reihe 1010 aufgenommen. Deren Bauweise führte aber rasch zu starkem Verschleiß an Schienen und Rädern, sodass bis heute ausschließlich die jeweils stärksten vierachsigen Lokomotiven der ÖBB zum Einsatz kommen. Aktuell sind das die Maschinen der Taurus-Familie, sowie die Thyristor-Lokomotiven der Reihe 1044 und die 1042 bzw. 1142, die in den Jahrzehnten zuvor die Hauptlast getragen haben. Außerdem war der Semmering bis Dezember 2006 ein Haupteinsatzgebiet für die Schnelltriebwagen der Reihe 4010.
Im Regionalverkehr verkehrt hauptsächlich ein Triebwagen der Reihe 4023 zwischen Payerbach-Reichenau und Semmering/Mürzzuschlag. Der 4023 wird bei Ausfall durch seinen Vorgänger 4020 ersetzt. Ein REX-Zugpaar zwischen Wien und Mürzzuschlag wird mit einer Doppeltraktion der Reihe 4744 (cityjet) geführt.
Zahlreiche Nostalgiezüge werden über den Semmering geführt, die Dampflokomotiven dazu werden vom Eisenbahnmuseum Strasshof bei Wien und anderen Sammlungen gestellt. Eine Besonderheit stellten die von der ÖBB gestellten Erlebniszüge „Zauberberge“ und „Wiener Alpen“ dar. Sie waren bis zum Fahrplanwechsel Dezember 2008 an Wochenenden und an Feiertagen planmäßig zum Normaltarif verkehrende Nostalgiezüge, welche aus historischem Wagenmaterial der ersten Klasse und einer Lokomotive der Baureihen 1010 oder 1141 gebildet wurden.
Im Sommer 2015 verkehrte ein Nostalgiezug des Vereins Schiene Südburgenland.

### Vergleich der Fahrzeiten und Fahrleistungen
- 1860: Fahrzeit 2 Stunden 4 Minuten, Anhängelast 140 t
- 1938: Fahrzeit 1 Stunde
- 1990: Fahrzeit 42 Minuten, Anhängelast 1.000 t

## Sehenswürdigkeiten entlang der Strecke

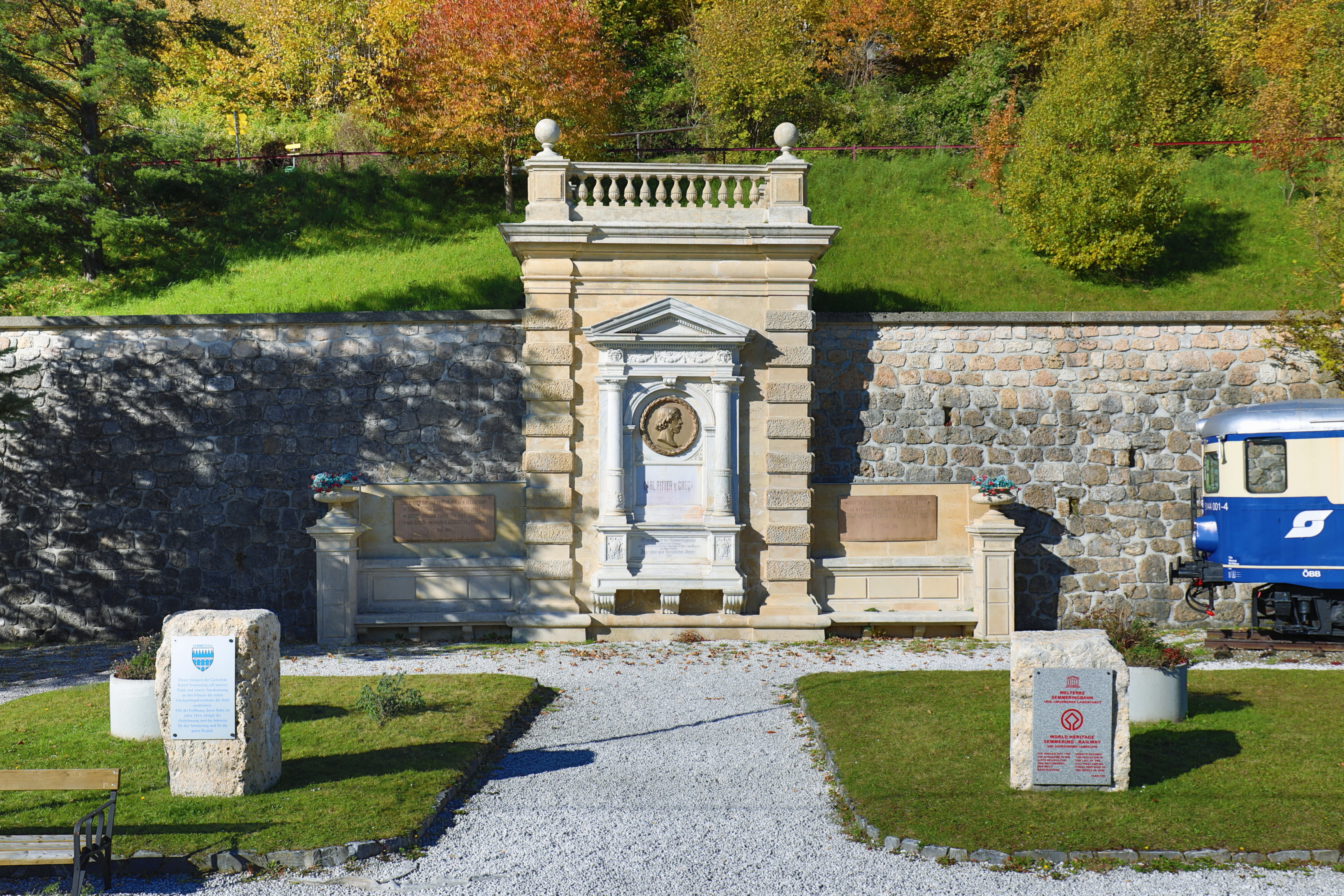
Das Ghegadenkmal am Bahnhof Semmering

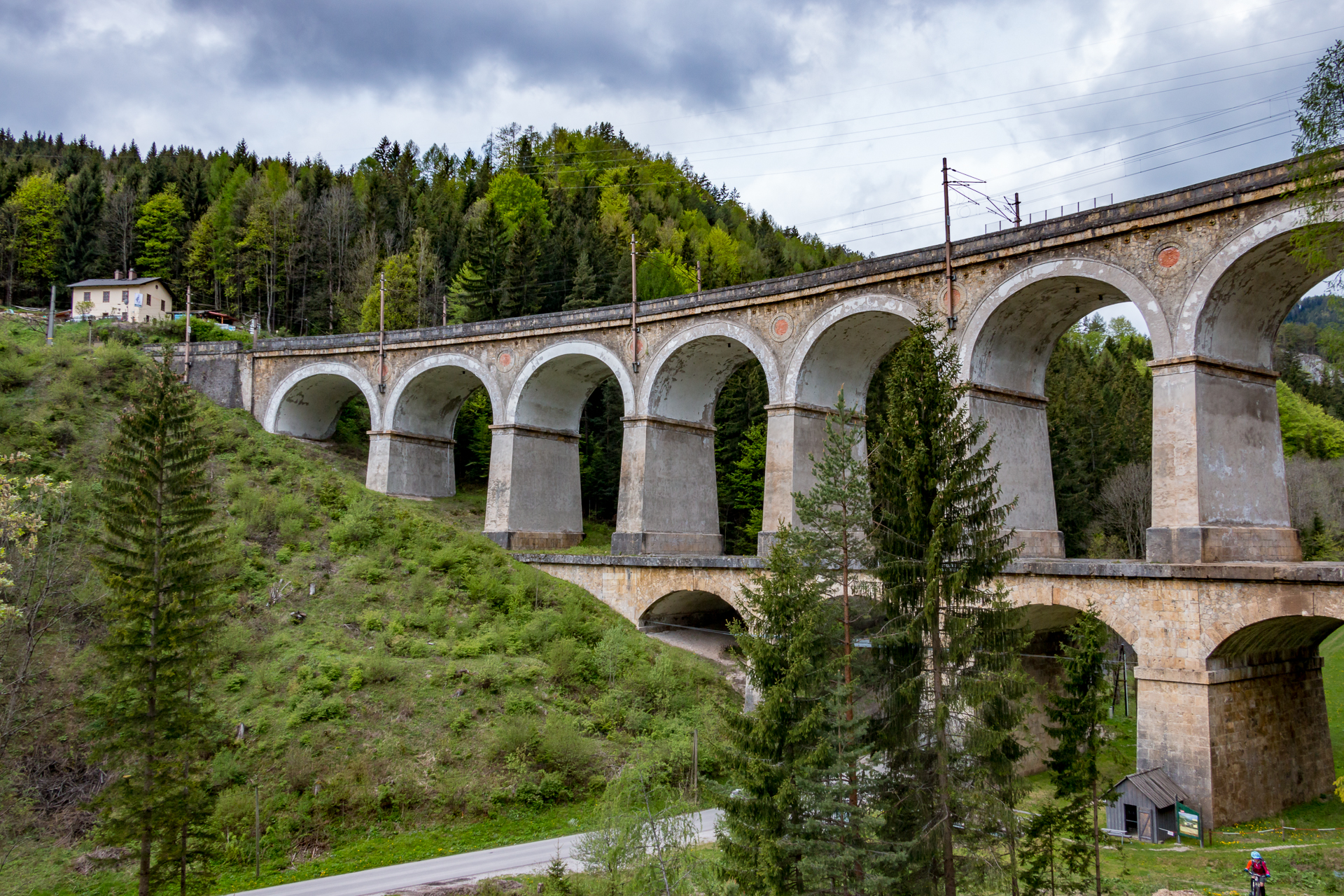
Der Kalte-Rinne-Viadukt mit dem Ghega-Museum im ehemaligen Bahnwärterhaus am 13. Mai 2017

Eine Fahrt mit der Semmeringbahn wird auch heute noch dank der abwechslungsreichen Landschaft, der typischen Villenbauten und der charakteristischen Abfolge von Viadukten und Tunneln als ein besonderes Erlebnis geschätzt. Entlang der Trasse wurde auch ein Bahnwanderweg eingerichtet, so dass man an den zahlreichen Haltestellen auch zu- oder aussteigen kann. Anlässlich des 150-Jahre-Jubiläums der Semmeringbahn wurde am Bahnwanderweg ein Kinderspielplatz errichtet und das Künstlerduo 1000& mit der Planung einer Skulptur beauftragt, die 2008 am Bahnhof von Semmering aufgestellt wurde.
Entlang der Semmeringbahn befinden sich zahlreiche historische Objekte, zumeist aus der Zeit der Monarchie:
- das Südbahnhotel
- das Ghegadenkmal im Bahnhof Semmering
- das Historische Postamt Küb
- das Hotel Panhans in Semmering
- die Landschaft der Zauberberge
- die Museumsbahn Höllentalbahn
- das Schloss Gloggnitz
- das Ghegamuseum neben dem Viadukt Kalte Rinne
- das Südbahnmuseum in Mürzzuschlag
- Wächterhäuser

## Bedeutung und Wirkung

### International

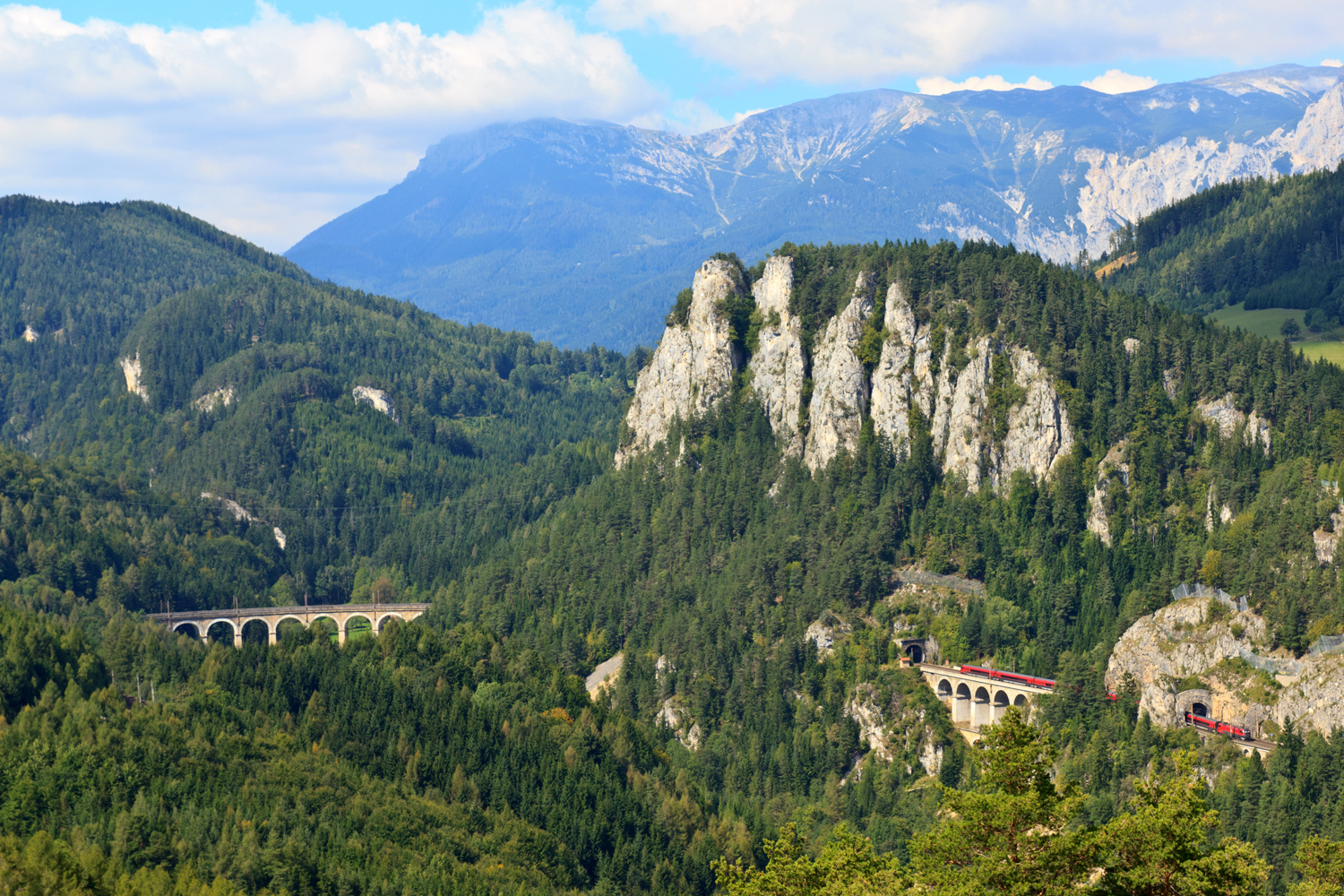
Der „20-Schilling-Blick“ auf die Semmeringbahn (Aufnahme vom September 2013)

Seit 1998 ist die Semmeringbahn mit umgebender Landschaft UNESCO-Weltkulturerbe. Im Jahr 1993 wurde sie dazu auf Initiative der Nichtregierungsorganisation (NGO) „Alliance For Nature“ von den beiden Bundesländern Niederösterreich und Steiermark vorgeschlagen. Bereits 1923 wurde die Semmeringbahn in Österreich unter Denkmalschutz gestellt. Dieser Schutz wurde vom Bundesdenkmalamt 1997 bestätigt. Die UNESCO ließ, veranlasst durch diesen Antrag, eine globale Vergleichsstudie über Eisenbahndenkmäler erstellen, die für die Semmeringbahn die weltweite kulturelle Bedeutung bestätigte. Sie wurde daraufhin als weltweit erste Bahnlinie überhaupt in das Welterbe aufgenommen. Ende Oktober 2017 wurden insgesamt 164 Notizbücher, Skizzen, Zeichnungen, Aquarelle, Lithographien und Stahlstiche als historische Dokumente zum Bau der Strecke in die Liste des Weltdokumentenerbes eingetragen. Diese Ehrungen markieren den bisherigen Höhepunkt der Wertschätzung für die Bahnlinie.
Gründe für diese Auszeichnungen waren, dass ihr Erbauer Carl Ritter von Ghega sie so angelegt hatte, dass Natur und Technik nicht im Widerspruch standen, sondern miteinander harmonierten. Nur so gelang es ihm, die erste normalspurige Gebirgsbahn Europas zu errichten. Die Semmeringstrecke wurde bereits zur Zeit ihrer Fertigstellung als „Landschaftsbau“ verstanden, die ein einzigartiges Reiseerlebnis bot. Schon Peter Rosegger beschrieb die Semmeringbahn als „harmonische Kombination von Technologie und Natur“. Auch erkannte die UNESCO die Gefahr für die Semmeringbahn und ihre umgebende Landschaft durch den projektierten Basistunnel: „Sollte die Semmeringbahn tatsächlich einmal durch einen Basistunnel ersetzt werden, könnte dies zur Stilllegung und schlimmstenfalls zum Verfall dieser bedeutenden Gebirgs- und Landschaftsbahn führen“ (Bernd von Droste zu Hülshoff, Gründungsdirektor des UNESCO-Welterbe-Zentrums).
2004 wurde in Mürzzuschlag das Südbahnmuseum eröffnet, in dem viele Exponate und Dokumente über die Semmeringbahn zu sehen sind. Am 1. September 2012 wurde das erste Museum für Carl Ritter v. Ghega in Breitenstein, direkt am Viadukt Kalte Rinne liegend, eröffnet. Es zeigt das Leben und Wirken Ghegas sowie seiner wichtigsten Mitarbeiter.
Auch in die Weltliteratur fand die Semmeringbahn Einzug: Die Strapazen beim Bau schildert die Novelle Die Steinklopfer von Ferdinand von Saar, die zwanzig Jahre nach dem Bau entstanden ist. Vom ersten Kontakt und Kulturschock der örtlichen Bevölkerung beim Nutzen der neuen Technik berichtete Peter Rosegger in der Erzählung Als ich das erste Mal auf dem Dampfwagen saß.

### Österreich und regional
Durch den Bau der Semmeringbahn wurde die Semmeringlandschaft touristisch erschlossen. Zahlreiche Hotelbauten und Villen sind Zeugen dieser Epoche. So wuchs die Bevölkerung der Gemeinde Semmering zwischen 1869 und 1929 von ursprünglich 135 auf 1816 Einwohner. Durch den Zuzug vieler Wiener planten hier auch bekannte Architekten wie Ferstel oder Flattich. Sie verbanden den bodenständigen, landschaftstypischen Stil mit einem „Cottagestil“.
Der enorme Aufschwung zur Jahrhundertwende und die Aufwertung der Region als Wintersportgebiet im ersten Drittel des zwanzigsten Jahrhunderts wurden zunächst durch die Kriegszeit und später durch die veränderten Urlaubsbedürfnisse unterbrochen. Nicht zuletzt dadurch erhielt sich die einzigartige Kulturlandschaft unverändert.
In vielen Gemeinden wurden Straßen, Plätze und Gebäude nach der Semmeringbahn oder nach Carl Ritter von Ghega benannt. In der Semmeringregion gibt es in fast jeder Gemeinde eine Ghegagasse. Außerdem in der Nähe des Hauptbahnhofes in Graz, und auch die Ghegastraße im dritten Wiener Gemeindebezirk, in der Nähe des ehemaligen Südbahnhofes.
Immer wieder wurde die Bahn mit der sie umgebenden Landschaft als Motiv für Briefmarken oder Geldscheine verwendet. Die Kalte Rinne war auf der Rückseite der vorletzten Ausgabe der 20-Schilling-Banknote zu sehen, die Vorderseite zeigte ein Porträt des Erbauers, Carl Ritter von Ghega (Ausgabedatum: 4. November 1968).

### Benennung anderer Bahnstrecken
Die Pionierleistung Semmeringbahn wurde im deutschen Sprachraum sofort wahrgenommen. Für ähnliche Bergbahnen wurden daher sehr bald auch der Name Semmeringbahn oder Semmering mit regionalem Zusatz verwendet. Dazu zählen folgende Strecken in Österreich, Deutschland, Tschechien und Polen:
- Sächsische Semmeringbahn (Bahnstrecke Freital Ost–Possendorf und Bahnstrecke Bautzen–Bad Schandau)
- Siegerländer Semmering (Bahnstrecke Kreuztal–Cölbe)
- Erzgebirgischer Semmering (Bahnstrecke Karlovy Vary–Johanngeorgenstadt)
- Teplitzer Semmeringbahn (Bahnstrecke Most–Moldava v Krušných horách)
- Prager Semmering (Bahnstrecke Praha-Smíchov–Hostivice)
- Schlesischer Semmering (Bahnstrecke Hanušovice–Głuchołazy)
- Waldviertler Semmering oder Kleiner Semmering (Waldviertler Schmalspurbahnen#Gmünd – Groß Gerungs (Südast))

## Semmeringbasistunnel
In Zusammenhang mit den Einschränkungen, die die Gebirgsbahn der österreichischen Südbahn auferlegte, wurden seit der Mitte des 20. Jahrhunderts zahlreiche Varianten für eine Untertunnelung des Semmering-Passes entwickelt. So wurde bereits in den 1990er Jahren mit dem Projekt eines Basistunnels begonnen. Aufgrund eines massiven Wassereinbruchs und eines negativen Naturschutzbescheids durch das Land Niederösterreich musste der Tunnelvortrieb jedoch gestoppt und in der Folge eingestellt werden.
Seit Frühjahr 2012 wurden neuerlich Vorarbeiten für einen Semmering-Basistunnel zwischen Gloggnitz und Mürzzuschlag geleistet. 2014 prüfte der Verwaltungsgerichtshof die Gesetzmäßigkeit der Umweltverträglichkeitsprüfung und der Genehmigungsverfahren und gab im Mai 2015 grünes Licht für den Tunnelbau, der bis 2030 abgeschlossen werden soll.
Ungeachtet dessen schätzen die Gegner des Tunnelbaues den der Semmeringbahn verliehenen Welterbestatus weiterhin als gefährdet ein. Nach Angaben der UNESCO und des für sie tätigen Gutachters Toni Häfliger wird dieser Status jedoch nicht beeinträchtigt. Die UNESCO sieht durch den Bau des Semmering-Basistunnels keine Gefahr für das Welterbe „Semmeringbahn mit umgebender Landschaft“.

## Filme
- SWR: Eisenbahn-Romantik – Weltkulturerbe Semmeringbahn (Folge 348)
- SWR: Eisenbahn-Romantik – Dampfwolken über dem Semmering (Folge 509)
- Manfred Baur, Hannes Schuler: Die Eroberung der Alpen. Über den Pass. Teil 1 (5-teilig). 2009, Dokumentation. 45 min.[19]